# Relations entre la France et la Pologne
Les relations franco-polonaises désignent les liens, échanges, confrontations, collaborations et rencontres, d’ordre économique, diplomatique, et culturel, qu’ont entretenus hier et entretiennent aujourd’hui la Pologne et la France. Ces relations ont une histoire millénaire, puisque les premiers contacts entre des personnalités publiques relevés dans l'histoire commune des deux pays, remontent au XIe siècle.
Cette histoire est riche mais n'est pas linéaire. D'un côté, de grands événements fédérateurs ont entretenu le mythe d'une « amitié millénaire », comme la renaissance de l'État polonais en 1807 avec la création du duché de Varsovie par Napoléon Bonaparte, la Grande Émigration polonaise vers la France au milieu du XIXe siècle, l'élan de solidarité au sein de la population française à la suite de la déclaration de la loi martiale en 1981 en Pologne, ou encore de grandes figures d'origine polonaise comme Marie Curie, Frédéric Chopin, ayant marqué l'histoire française.
De l'autre, de nombreuses crises de confiance alimentées par des malentendus et désaccords ont nui à cette proximité, comme la non-assistance de la France envers l'invasion de la Pologne par les armées nazies et soviétiques en 1939. Bronisław Geremek, ancien ministre polonais des Affaires étrangères parle d'une « asymétrie des sentiments ». Selon lui, la Pologne qui a toujours recherché la reconnaissance et l'amour de la France, a souvent été déçue dans ses attentes. Quant à la France, elle a vibré pour la Pologne avec ferveur à différents moments de l'histoire, mais a toujours perçu ce pays comme éloigné, aux confins de l'Europe, à l'Est.
Aujourd’hui, la Pologne est le premier partenaire économique de la France en Europe centrale. L’entrée de la Pologne dans l’OTAN en 1999 et son adhésion à l’Union européenne en 2004, qui font suite à la chute de l'Union soviétique et le retour de la Pologne sur la scène européenne, ont eu pour conséquence le rapprochement évident des deux pays sur les plans économiques et politiques. Les deux pays sont membres du Triangle de Weimar (groupe de coopération réunissant les chefs d'État allemand, français et polonais) et unis par la signature d’un partenariat stratégique bilatéral en 2008 constitué d'un programme de coopération, renforçant les nombreux liens politiques, économiques, sociaux et culturels entre les deux pays. Ce partenariat est renouvelé en 2013. En mai 2025, la France et la Pologne signent un traité, engageant les deux parties à une assistance mutuelle.
Par ailleurs, la Pologne a le statut d’État observateur au sein de l'Organisation internationale de la francophonie.

## Histoire des relations
L'histoire des relations entre deux pays de manière générale, et celle franco-polonaise en particulier sont des réalités complexes. Bien qu'aujourd'hui, la théorie qui domine l'étude des Relations internationales, le paradigme réaliste, vise à faire de l’État l'acteur central des relations internationales, une vision élargie en histoire permet de distinguer, d'une part les relations entre les gouvernements et les États, et d'autre part une vision plus culturelle en s’intéressant aux relations qu'ont entretenus les sociétés et élites. Cette distinction est particulièrement importante concernant l'histoire des relations entre la France et la Pologne, et cela pour deux raisons :
- Sur le temps long, l'intensité des relations entre les dirigeants polonais et français n'a pas toujours concordé avec la richesse des relations économiques et culturelles observées entre les deux populations[7]
- La Pologne, au cours de ses 1000 ans d'histoire, ayant subi plusieurs périodes d'occupation étrangère (russe, allemande, autrichienne) lui ayant fait perdre son indépendance, n'étudier que les relations diplomatiques entre les deux États omettrait une partie de leur histoire commune[8].

### Dynasties Piast et capétienne: premiers contacts (Xesiècle-XVesiècle)
Les fondateurs des deux dynasties régnantes à cette époque en Pologne et en France accédèrent à peu près simultanément à leurs trônes : Mieszko Ier, le premier souverain Piast connu, vers 960, et Hugues Capet le premier capétien, en 987. Probablement, en raison de la distance géographique qui les éloignait et de la différence de langue, les deux dynasties n’entretinrent pas de relations politiques à cette époque, bien qu'il existait toutefois des relations commerciales entre certaines provinces du Nord et de l'Est de la France (Flandre et Champagne) et la Pologne.

#### Des liaisons culturelles et religieuses
Jusqu'à l'introduction du latin en Pologne, la différence de langue représentait un obstacle à l'établissement de relations entre les deux pays. Il apparut en Pologne au début du XIe siècle, concomitamment avec la christianisation du pays qui débuta sous le règne de Mieszko Ier. Ainsi, proximité culturelle avec le catholicisme, et proximité linguistique avec le latin, donnèrent lieu aux premiers rapprochements entre la fille aînée de l'Église et la nouvelle terre chrétienne qu'était la Pologne, notamment par l’intermédiaire de liens monastiques qui se multiplièrent à partir du XIIe siècle.

##### Le roi de Pologne fait moine à l'abbaye de Cluny

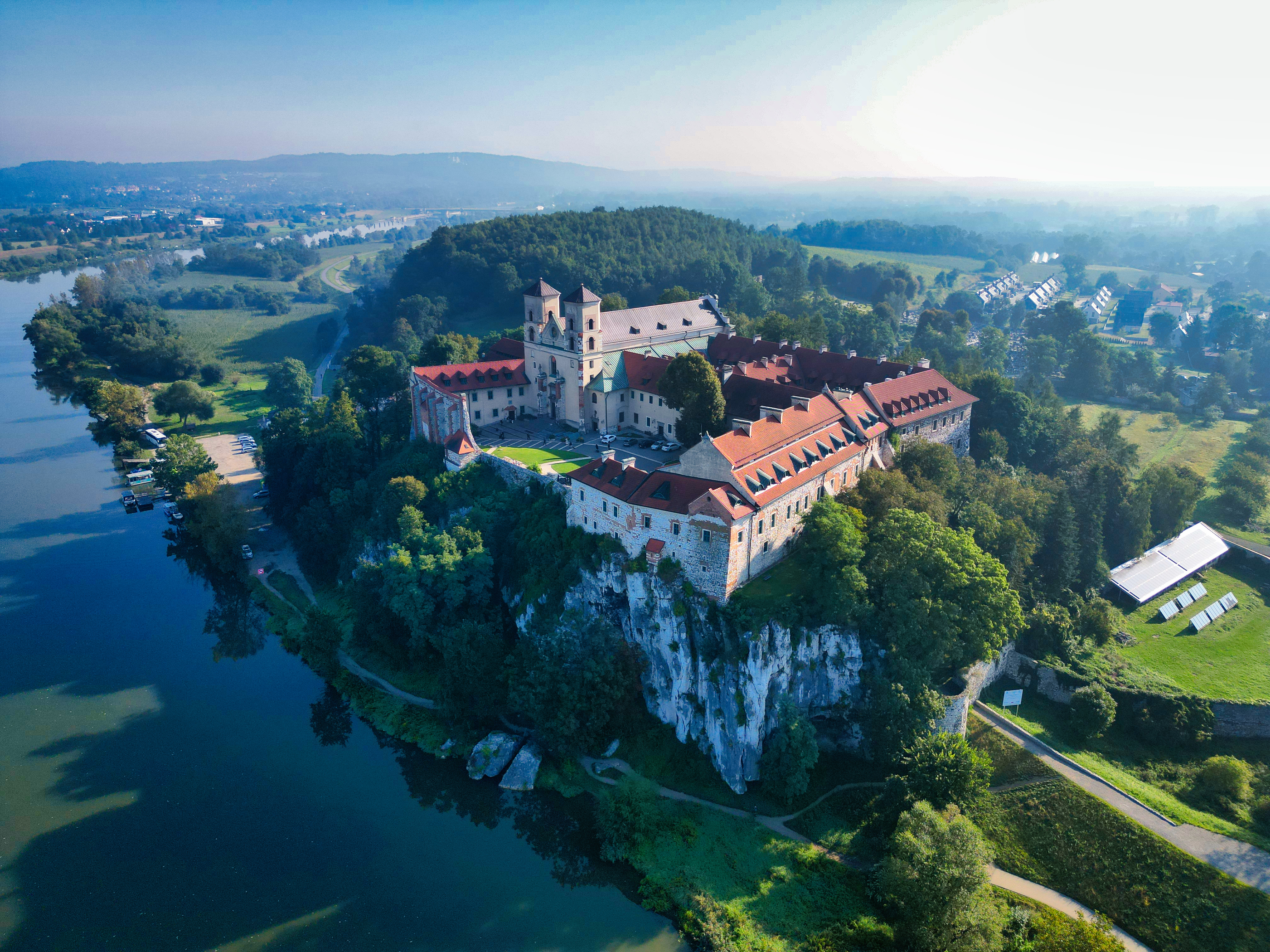
Abbaye de Tyniec en Pologne

Selon la légende, Casimir Ier fils de Mieszko II et héritier du trône, échappant à une révolte en Pologne, principalement dirigée contre sa mère régente Rycheza de Lorraine, se serait enfui dans plusieurs régions d'Europe. Malgré la tentative d'un retour, il est de nouveau chassé et décide de se rendre en France, d'abord à Paris pour y étudier, puis à Cluny pour se faire diacre au sein de l'abbaye. Pendant ce temps, la Pologne qui a sombré dans l'anarchie depuis la mort de Mieszko II, se retrouve sans souverain, ni autorité. Les seigneurs de la diète polonaise virent dans l'espoir du retour de l'héritier Casimir, le seul salut possible pour le futur de leur pays. Ils se rendirent successivement à Cluny, puis à Rome devant le pape Benoît IX, pour obtenir de l'Église la rupture des vœux du jeune roi afin qu'il puisse retrouver son trône. Il s'agit vraisemblablement du premier contact entre deux personnalités importantes des histoires française et polonaise (Casimir Ier et Odilon, l'abbé de Cluny).
Si la véracité de cette histoire est aujourd'hui remise en cause par certains historiens, il est en tout cas prouvé que la famille régnante en Pologne, et notamment Casimir Ier était proche de l'Ordre de Cluny,. Casimir Ier fit en effet construire trois abbayes dont celle de Tyniec, la plus vieille de Pologne, ainsi que deux monastères bénédictins, celui de Mogilno près de Gniezno et celui de Leczyca. À cet effet, il fit venir douze moines de Cluny dont Aaron auquel il accorda le titre d'abbé de Tyniec, puis celui d'archevêque de Cracovie en 1046.

##### Un moine de Gaule à l'origine de la première histoire de Pologne

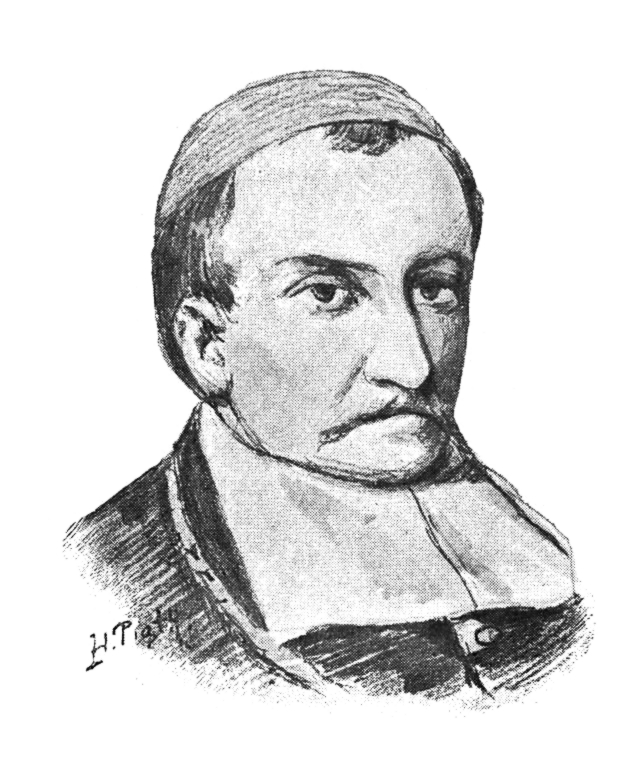
Portrait de Gallus Anonymus par Henryk Piątkowski

Gallus Anonymus, (Gallus qui signifiait « le Gaulois », son nom de famille demeurant inconnu) en voyage en Pologne, est l'auteur de la première chronique médiévale ayant la Pologne pour sujet principal et l’une des plus anciennes sources narratives polonaises conservées, la première histoire de la Pologne, écrite entre 1112 et 1116, qui est surtout une histoire hagiographique des souverains de la dynastie des Piast. Très peu d'informations sont connues sur l'auteur des chroniques de l'histoire de la Pologne. D'après l'historien polonais Stanislas Ketrzynski, Gallus serait un moine de l'abbaye de Saint-Gilles en Provence. Il est arrivé en Pologne par l'Italie et la Hongrie, vers l'an 1109 appelé par l'évêque de Posen. Afin de se faire remarquer par le roi de la Pologne, il se lança dans la rédaction de sa chronique.
La chronique de Gallus Anonymus s’inspire fortement des hagiographies médiévales, qui étaient souvent réalisées à la demande des souverains, pour les décrire de manière flatteuse aux dépens parfois de la vérité historique. Pour autant, son œuvre a fortement influencé le futur de la Pologne. En effet, sa version de l'histoire polonaise développait l'idée que l'autorité du souverain était inférieure à celle de Dieu et s'exprimait par la voix du peuple (comme dans le proverbe latin) « Vox populi ». Ce concept renforce les traditions électorales des Polonais et leur tendance à désobéir et à remettre en question l'autorité du souverain. Il contribuera par la suite au développement de la «liberté dorée» système politique unique qui caractériserait le Commonwealth polonais-lituanien, dans lequel les rois étaient élus et contraints d'obéir au parlement.

#### Une alliance militaire lors des croisades
Il semblerait que la première rencontre entre deux personnages publics polonais et français, relatée dans l'histoire des deux pays ait eu lieu en 1154, en Palestine lorsqu'un contingent d'Henryk duc de Sandomierz porta secours aux troupes de Baudouin III (fait roi de Jérusalem à l'issue de la première croisade). Henryk était un prince polonais de la dynastie Piast, duc de Sandomierz de 1146 à 1166. Il fut probablement très influencé par sa participation à la deuxième croisade (1147-1149), puisqu'il participa vraisemblablement à une deuxième croisade en terre sainte au cours des années 1153-1154. Accompagné d'autres chevaliers polonais, il partit défendre Jérusalem contre les Sarrasins. Sous le commandement de Baudouin III de Jérusalem, il passa un an en Terre Sainte. À son retour en Pologne, il fut vénéré par ses compatriotes pour sa prouesse chevaleresque et sa poursuite de la croisade, et estimé comme un exemple de chevalier chrétien. Son intervention est relatée par un certain nombre d'historiens polonais dont Jan Długosz.
Cette intervention restera symbolique, puisque jamais l'armée française et l'armée polonaise ne se seront affrontées sur un champ de bataille au cours de leur histoire.
Cent ans plus tard, un autre contingent polonais, levé par un duc de Silésie, vint renforcer les croisés commandés par saint Louis.

##### D'autres liens monastiques

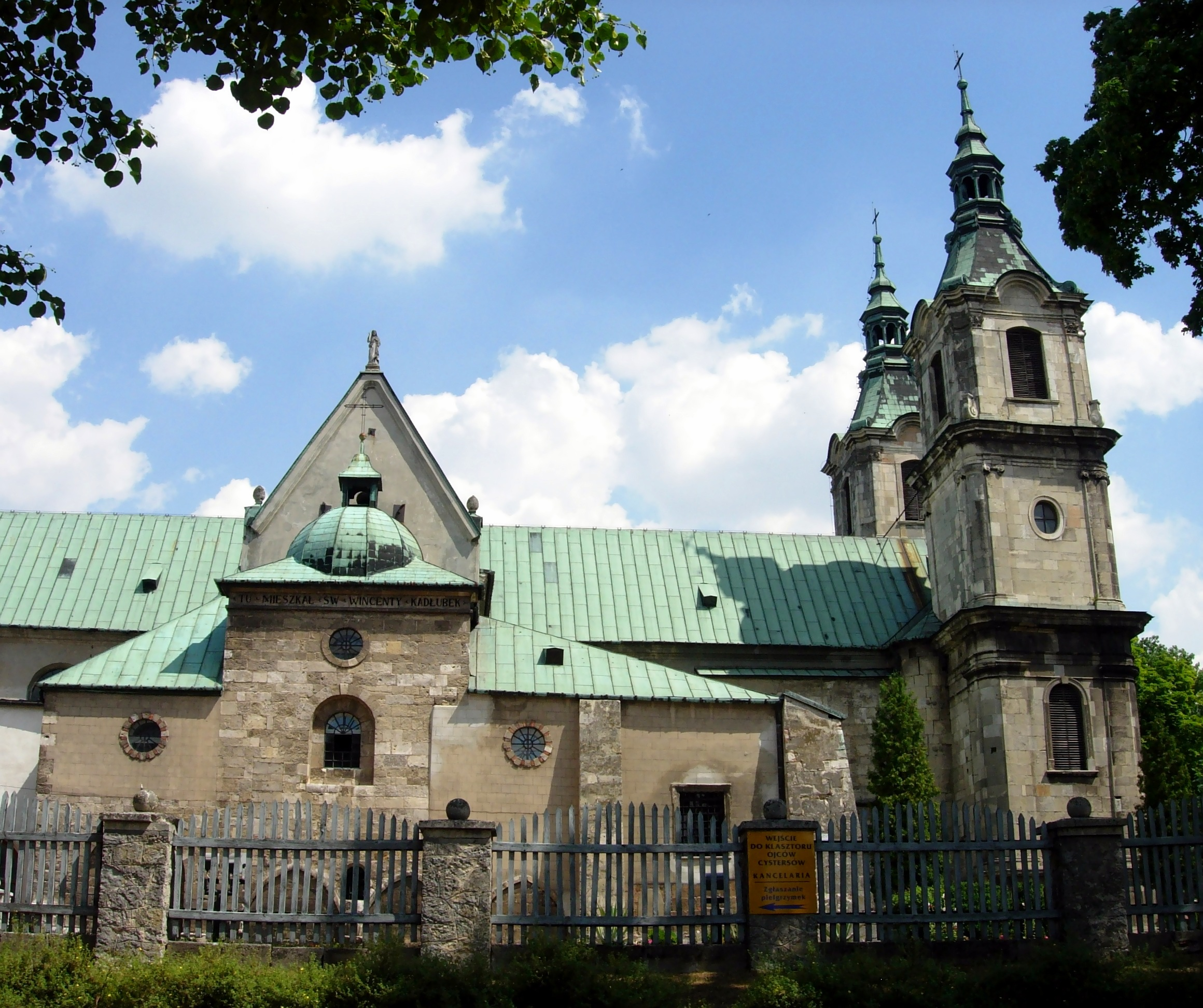
Abbaye à Jędrzejów, première filiale de Morimond en Pologne.

En 1149, ce sont des religieux cisterciens de Morimond qui vinrent en Pologne pour fonder une série de grands monastères : Jędrzejów en 1149, Sulejów en 1176, Wąchock en 1179, Koprzywnica en 1185. Au siècle suivant, des dominicains fondèrent à leur tour des monastères.
Par ailleurs, des prélats polonais furent aussi nombreux à venir en France. Au XIe siècle, Stanislas de Szczepanów, qui allait devenir évêque de Cracovie avant d’être canonisé comme saint Stanislas, vint étudier la théologique sept ans à Paris

#### Fin de la dynastie des Piast
À la fin de la dynastie Piast (1370), Louis Ier de Hongrie fils de Charles Robert de Hongrie de la Maison d'Anjou et de Élisabeth de Pologne eu une fille Hedwige qui, mariée en 1386 à Ladislas II Jagellon, régna sur la Pologne. Ils furent à l'origine du règne des Jagellons sur la Pologne qui dura jusqu'en 1572.

### Époque de la Renaissance: la Pologne à la périphérie de la diplomatie française (XVesiècle-XVIIesiècle)

#### Les diplomates français cherchent le contact avec la nouvelle puissance polonaise
Le XVe siècle est l'apogée du royaume des Jagellons en Pologne. En 1454, les Prussiens se soulèvent, contre l'ordre Teutonique, ce qui entraine à la demande des représentants des principales cités, l'incorporation de la Prusse à la Pologne. Cet acte marque le début de la guerre de Treize Ans entre l'ordre Teutonique et la Pologne dont elle ressort victorieuse. Au traité de Thorn en 1466, elle reçoit l'est de la Poméranie orientale, Elbląg, Marienbourg et Chełmno. Casimir IV de Pologne réunit ainsi brièvement les couronnes de Bohême (entre 1471 et 1526) et de Hongrie (entre 1490 et 1526) à celle de Pologne. Le pays maitrisait alors une grande partie de côtes de la mer Baltique notamment avec le port de Gdansk. Face à cette nouvelle puissance, les diplomates français imaginèrent alors un projet d'alliance entre la France et les Jagellons en mariant des princesses françaises avec les rois Jean Albert de Pologne et Ladislas de Hongrie, seul le second projet aboutit.
Les tentatives d'alliance entre la France et la Pologne ne s’arrêtèrent pas là. Face à la menace grandissante de la dynastie des Habsbourg, notamment sous le règne de Charles Quint, les rois François Ier et Sigismond Ier signèrent un traité, l'Alliance franco-polonaise de 1524. Néanmoins, cette alliance ne durera pas, puisqu'elle prendra fin lorsque François Ier fut défait par Charles Quint à la bataille de Pavie en 1525.

#### Un Valois élu roi de Pologne

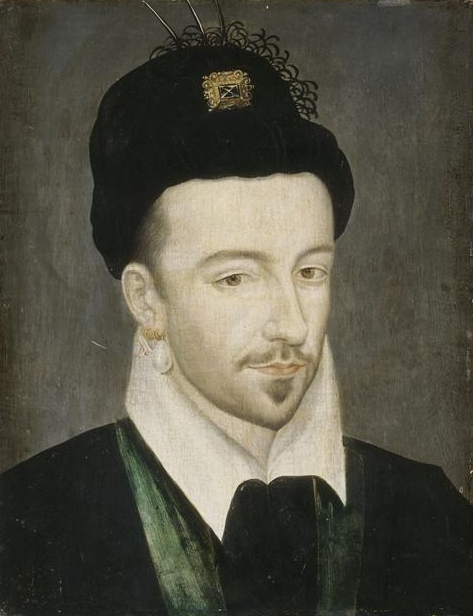
Henri III de Valois roi de Pologne et roi de France.

En 1572, à la mort de Sigismond II, la Pologne se retrouve sans héritier face à l'empire des Habsbourg. Catherine de Médicis y vit une opportunité pour d'une part pouvoir donner une couronne à son fils préféré Henri de Valois qui ne pouvait régner en France étant le frère de Charles IX, et d'autre part une manière de rééquilibrer la politique européenne au profit du royaume de France, tout en permettant à la France de renforcer ses positions commerciales en mer Baltique. La candidature du prince faillit cependant ne pas aboutir en raison du massacre de la Saint-Barthélemy, qui horrifia la noblesse polonaise qui venait de déclarer en 1573 la paix éternelle entre les différentes confessions religieuses. Il faudra pour le prince, afin de convaincre les Polonais, se résigner à promettre une limitation importante des pouvoirs du futur souverain, qui sera finalement élu roi de Pologne le 11 mai 1573. Ce règne fut cependant de courte durée, puisque dès la mort de son frère Charles IX, le jeune roi de Pologne Henri Ier, à peine un an après son couronnement, décida de rentrer précipitamment en France pour se monter sur le trône, en prenant le nom d'Henri III. Ne pouvant se maintenir sur les deux trônes en même temps, les Polonais durent lui trouver un remplaçant en la personne d’Étienne Bathory.
Ce règne s'il fut court, influencera grandement et pour longtemps l'opinion des élites polonaises pour les français et respectivement en véhiculant un certain nombre de stéréotypes. Les polonais voyant les français tels des fanfarons, tandis que la cour d'Henri III rentrera de Pologne en diffusant l'image d'une pays incivilisé et barbare, notamment au travers les mots du poète Philippe Desportes :

« Quoi qu'on me dit de vos mœurs inciviles,
De vos habits, de vos méchantes villes,
De vos esprits plein de légèreté,
Sarmate fiers, je n'en voulais rien croire,
Ni ne pensai que vous puissiez tant boire,
L'eussé-je cru sans y avoir été ?
Barbare Peuple, arrogant et volage,
Vantard, causeur, n'ayant rien que langage,
Qui jour et nuit dans un poêle enfermé,
Pour tout plaisir se joue avec un verre,
Ronfle à la table ou s'endort sur la terre, »

— Philippe Desportes, 1573, Adieu à la Pologne

#### Deux reines françaises en Pologne

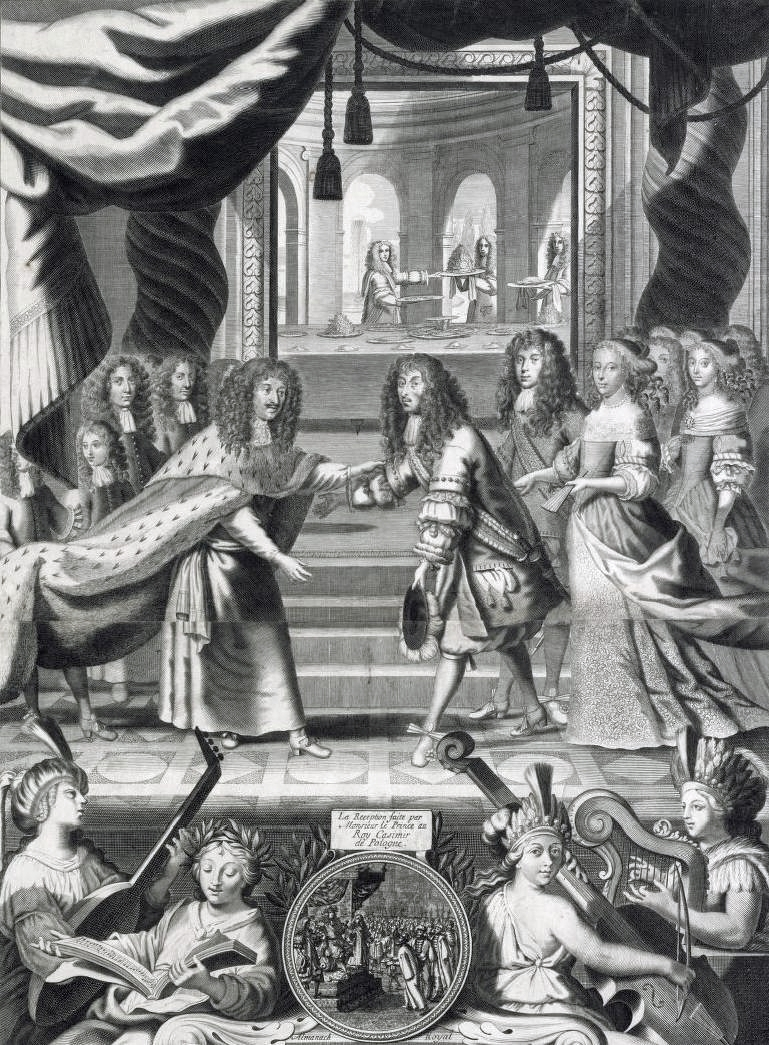
Réception de Jean II par Louis XIV en France en 1670

Dans sa lutte contre les Habsbourg en ce début XVIIe siècle, et durant la guerre de Trente Ans, la France, par l’intermédiaire du Cardinal Richelieu cherche à maintenir la neutralité de la Pologne qui s’était récemment associée à la maison des Habsbourg par un mariage royal. Pour éviter que la Pologne vienne en aide à l'Autriche dans le conflit dans lequel la France est fortement impliquée, Richelieu fait emprisonner le prince Jean-Casimir, frère du roi de Pologne qui se rendait en Espagne pour faire la guerre contre la France. Au cours de son voyage lors d'une escale à Saint-Tropez, il est arrêté par la police française et interné pour une courte durée.

##### Une reine française s'invite à la cour polonaise
Entretemps, l'épouse du roi de Pologne disparait. Cette opportunité est saisie par le cardinal Mazarin qui organise un mariage entre le souverain polonais et la princesse de la maison de Nevers : Louise-Marie Gonzague-Nevers. Le mariage a lieu 1646 à Varsovie. Seulement, leur union ne sera que de courte durée puisque Ladislas IV Vasa meurt en 1648. Le veuvage de la reine française le sera tout autant, puisqu'elle épousera pour son second mariage, le successeur et demi-frère du roi décédé, Jean-Casimir, qui prendra le titre de Jean II Casimir Vasa.

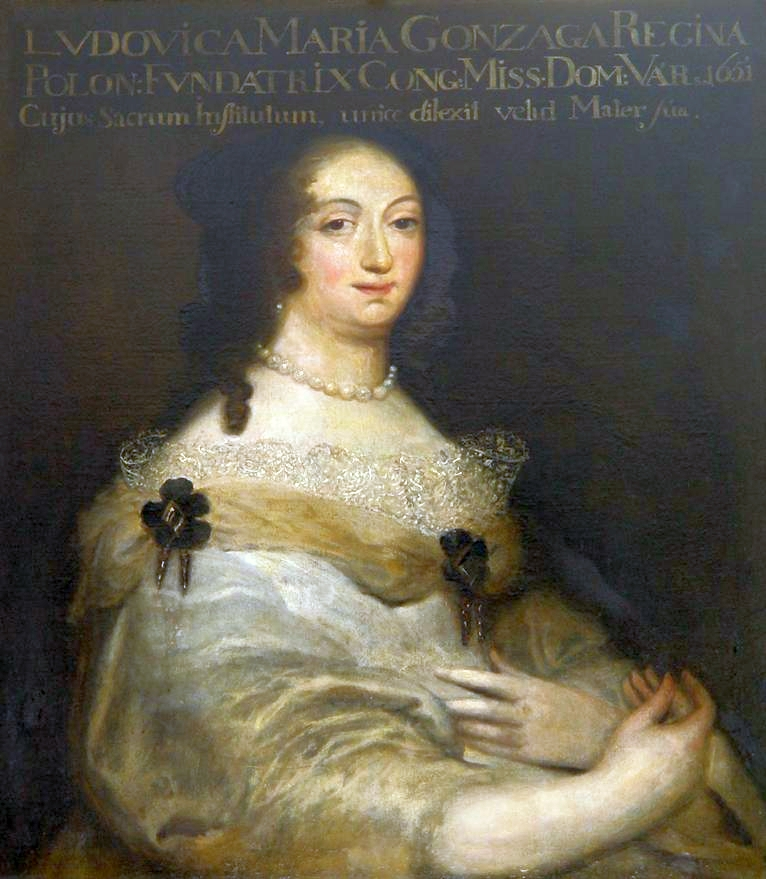
La reine de Pologne Louise-Marie de Gonzague

Son épouse Louise-Marie est une femme intelligente, ambitieuse et passionnée par la politique et les intrigues de cour. Son influence sur le roi sera très importante. Arrivée en Pologne avec de nombreux Français et notamment des Françaises, elle rêve de mettre en place un parti français en Pologne pour renforcer l'influence de son pays d'origine. Cette cour sera à l'origine de la première publication périodique polonaise en Pologne, la Merkuriusz Polski Ordynaryjny. Elle comprend rapidement l’importance politique des mariages de ses dames de compagnie avec les représentants des grandes familles polonaises. Parmi ces mariages, l'histoire retient celui de Marie-Casimire-Louise de La Grange d'Arquien mariée à Jean Zamoyski puis à la mort de celui-ci, avec Jean Sobieski futur roi de Pologne en 1674.
La reine introduira aussi à la cour polonaise une influence culturelle française. La littérature polonaise se souviendra de l'élégance des femmes, voire de la frivolité de certaines d'entre elles. Ces nouveautés provoqueront autant d'enthousiasme que d'indignation au sein de la noblesse polonaise.
Elle s'entourera par ailleurs d'une cour de savants polonais et français dont notamment Gaspard de Tende qui sera au cours des vingt années qu'il a passées en Pologne un observateur attentif de ce pays, dont il rédigera sa Relation historique de la Pologne en 1686.
La Pologne à cette époque est dans une situation délicate, puisqu'elle subit des attaques répétées des armées étrangères qui l'affaiblissent. Durant cette période, Louise-Marie jouit d'une bonne réputation auprès de la noblesse polonaise, mise en avant en raison de son courage face aux événements.
Après son abdication, en 1668, ce dernier vint en France, où il rejoignit les Jésuites et devint abbé de l'Abbaye de Saint-Germain-des-Prés (Paris). Son cœur y était enfoui.
Plus tard au XVIIe siècle, le roi de Pologne Jean III Sobieski épousa une princesse française, Marie-Casimire-Louise de La Grange d'Arquien et essaya de forger une alliance franco-polonaise.
Charles-Paris d'Orléans-Longueville, François-Louis de Bourbon-Conti, Henri-Jules de Bourbon-Condé, Louis II de Bourbon-Condé ont été candidats au trône électif de Pologne.

### XVIIIesiècle
Au début de XVIIIe siècle, Stanislas Leszczynski, le roi de Pologne, essaya de continuer les efforts de Sobieski et d'allier la Pologne avec la France. Après une guerre civile en Pologne (la guerre de Succession de Pologne), il se retira en France. En 1725, sa fille, la princesse Marie Leszczynska épousa Louis XV et devint ainsi Reine de France.

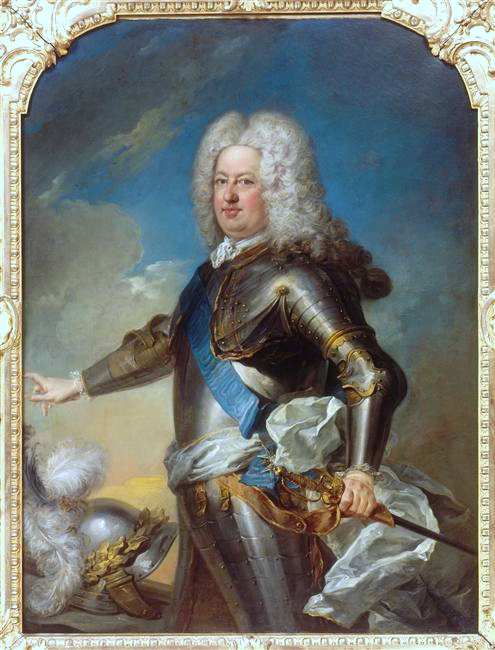
Stanislas Leszczynski
roi de Pologne et duc de Lorraine et Barrois.

Alors, en France, l'objectif du Secret du Roy (sous Louis XV) devint d'influencer les voix et les partis polonais afin d'installer Stanisław Leszczyński puis le prince de Conti sur le trône de Pologne (à l'époque, cette monarchie était élective : le roi étant élu par la noblesse polonaise). Au cours de la Confédération de Bar anti russe les Français appuyèrent les confédérés polonais par l'envoi d'officiers français sous le commandement de Charles François Dumouriez.
Vers la fin du XVIIIe siècle, la Pologne et la France entrèrent dans une période révolutionnaire, où la Révolution française influença d'une manière importante, les réformes de la Diète de quatre ans en Pologne et la constitution polonaise du 3 mai 1791 en particulier. Cependant, il n'y avait pas d'alliance officielle ; en fait, la France évita délibérément de s'allier avec la Pologne. Les voisins de la Pologne (la Prusse, l'Autriche et la Russie) s'attendant à une telle alliance, et interprétant les réformes polonaises comme des signes de l'influence des Jacobins, se chargèrent des partitions de la Pologne. Ils eurent en conséquence moins de ressources pour s'occuper des événements en France.

### Époque napoléonienne et création du duché de Varsovie (1795-1815)

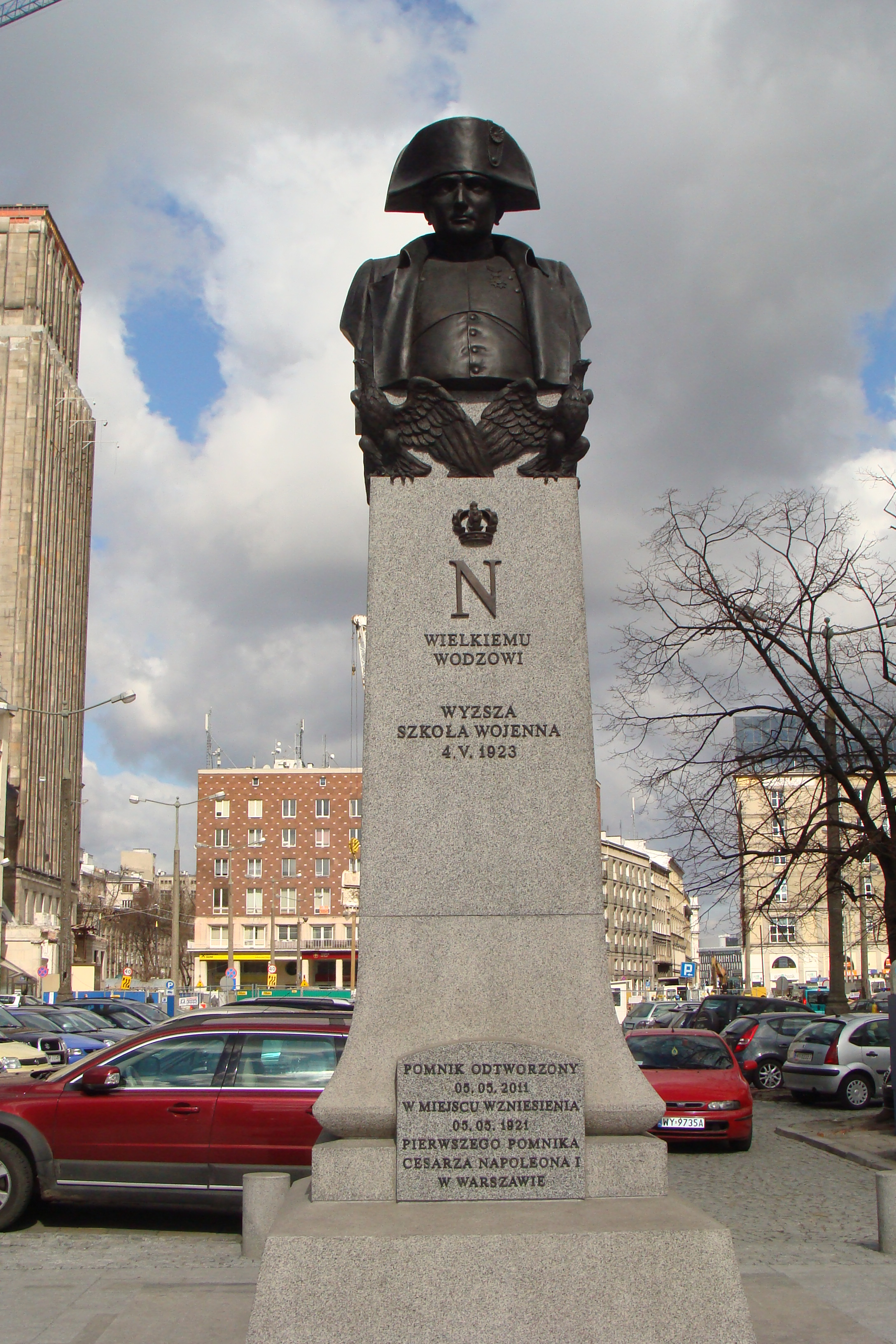
Monument en l'honneur de Napoléon Bonaparte à Varsovie

Napoléon Bonaparte a acquis une place particulière dans l'histoire de la Pologne. À la tête de l'empire français, il permettra à la Pologne de retrouver une place en Europe et un territoire qui lui avait été confisqué. En effet, à la fin du XVIIIe siècle en 1795, la Pologne subit les trois partages qui la font disparaître : la Russie contrôle le grand-duché de Lituanie ; la Prusse la Posnanie et la région de Varsovie ; l'Autriche la Galicie et la région de Cracovie. Napoléon permettra aux Polonais, au travers de ses conquêtes et des idées nouvelles transmises par la Révolution Française, d'espérer retrouver l'indépendance de leur peuple face aux envahisseurs.
Napoléon bénéficiera ainsi d'un soutien massif de soldats polonais mais aussi du peuple lors de ses campagnes et lors de la création du duché de Varsovie. Bien que la durée de vie du duché n'aura pas excédé les 5 ans d'existence, que Napoléon aura en partie vassalisé la Pologne pour pouvoir bénéficier de fonds et de soldats pour ses campagnes (notamment celle de Russie), et que malgré lui la Pologne ne réapparaitra pas sur les cartes avant 123 ans, Napoléon garde un rôle de premier rang dans l'écriture du roman national.
Considéré comme un héros encore aujourd'hui, il est toujours présent dans l'hymne national du pays et son code civil (pl) a encore aujourd'hui sa place et son influence dans la législation polonaise.

#### Légions polonaises dans l'armée napoléonienne
Après la disparition de la Pologne en 1795, beaucoup de Polonais espèrent que la France pourrait apporter son aide à la Pologne afin de pouvoir retrouver son indépendance. En effet, la France est en guerre contre tous les ennemis de la Pologne, les vieilles monarchies qui se sont alliées pour opérer le partage du territoire polonais (Prusse, Autriche et Russie). Ainsi de nombreux officiers, soldats et volontaires émigrés de Pologne et établis dans d’autres pays, particulièrement en Italie, s’engagent dans les armées locales.
Ces unités composées de Polonais et commandées par des Polonais sont considérées comme une armée polonaise en exil sous l'autorité française. Sous le commandement de Napoléon Bonaparte, les principales unités dirigées par les principaux chefs polonais (Jan Henryk Dąbrowski, Karol Kniaziewicz et Józef Wybicki) participeront aux guerres de la Révolution et de l’Empire, des Antilles à la Russie et de l’Italie à l’Égypte
Ces Polonais ayant servi sous le drapeau français ont marqué l'histoire polonaise dénuée d'État au cours de cette période.

#### Campagne de Pologne

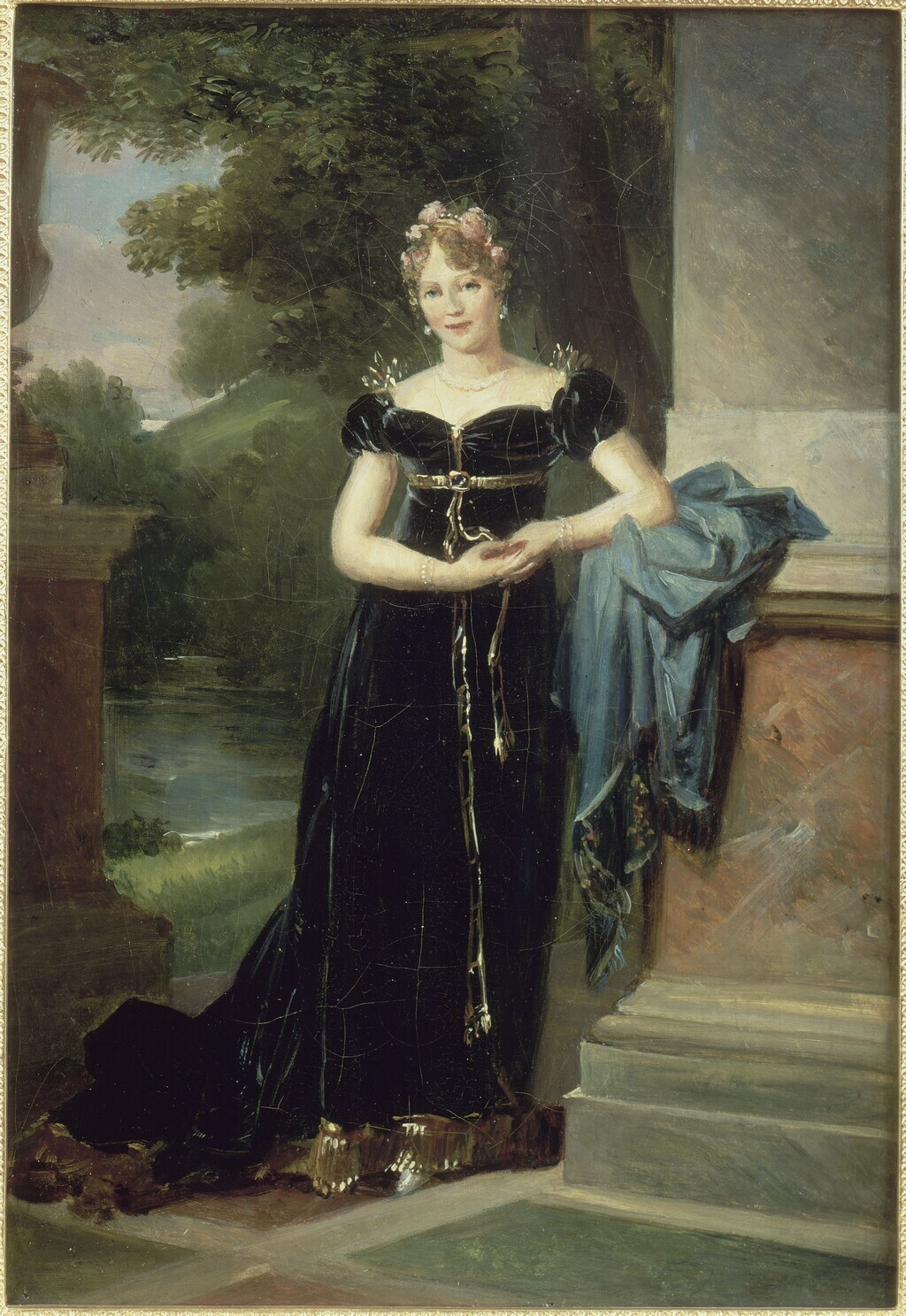
Maria Walewska sera la troisième épouse polonaise d'un dirigeant français dans l'histoire. Elle sera en partie responsable de la sensibilisation de Napoléon à la cause polonaise.

L'histoire de la Pologne à cette époque et notamment celle du duché de Varsovie se trouve donc liée d'une manière inédite avec celle de l'Empire français de Napoléon Bonaparte et des campagnes napoléoniennes. À cette époque la Quatrième Coalition (1806-1807) fut formée le 1er octobre 1806 contre la France napoléonienne par le Royaume-Uni, la Russie, la Suède et la Prusse, cette dernière refusant la nouvelle organisation de l'Allemagne (confédération du Rhin), imposée par Napoléon. Cette guerre est marquée par la campagne de Saxe et les victoires françaises d'Iéna et d'Auerstaedt (14 octobre 1806) qui aboutiront à la défaite prussienne et à la campagne de Pologne contre les Russes.
Napoléon signe le 21 novembre 1806, le décret de Berlin et quitte la ville dans la nuit du 25 au 26 novembre. Il est à Poznań le 27. En effet, les Prussiens vaincus, Napoléon se devait de d'affronter leurs alliés russes. La Grande Armée constituée de 150 000 hommes va devoir affronter 140 000 soldats russes habitués aux conditions climatiques et 20 000 prussiens. L'armée de Napoléon est fatiguée par les conditions météorologiques et l'état des routes boueuses en cette saison. Il donna l’ordre a ses troupes de marcher sur Varsovie occupé par les Russes.
Dix ans après le dernier partage de la Pologne, dans toutes les villes, dans toutes les campagnes, les soldats de Napoléon sont accueillis en libérateurs, d'autant que parmi eux se trouvent les anciens des légions polonaises de l'armée d'Italie de Dombrowski. L'insurrection des provinces polonaises contre l'occupant prussien ou russe fournit à Napoléon 30 000 hommes.
À Varsovie, les Russes redoutant un soulèvement polonais décident de se replier rapidement. Murat fait une entrée triomphale dans la ville. Revêtu d'une tunique polonaise de velours vert, il est acclamé par la population locale. Cependant, les contraintes notamment climatiques, poussent Napoléon arrivé à Varsovie le 19 décembre, à y faire hiverner la Grande Armée. Il espère ainsi pouvoir donner du repos à ces soldats en attendant le printemps. C'est dans cette ville que Napoléon nouera une relation avec Maria Walewska. Poussé à devenir la maitresse de Napoléon par Poniatowski neveu du dernier roi de Pologne, Maria Walewska tombera amoureuse de l'Empereur. Pour la première fois, Napoléon tolérera qu'une femme discute avec lui politique. Elle lui parlera de la Pologne et du désir profond des Polonais de retrouver un pays.
Les troupes russes ne laissent pas l'opportunité à Napoléon de redonner des forces à son armée. Les hommes de l'Empereur vont mener une course-poursuite après les hommes du général Benningen au cours du mois de janvier 1807. Cette poursuite aboutit à une victoire française le 8 février à Eylau. Après cette victoire, l'armée française reprend ses quartiers d'hiver. L'empereur passe les mois de mars, avril et mai à Ostróda puis à Finckenstein. Au printemps, les Russes prennent l'initiative avec une offensive devant surprendre les Français et faire lever le siège de Dantzig, mais le 19 mai, la ville se rend après deux mois de siège, au général Lefevbre, qui pour le coup, sera fait duc de Dantzig. L'armée française contre-attaque. Le 10 juin, à la bataille d'Heilsberg, au prix de lourdes pertes, une charge impressionnante de la cavalerie de Murat contraint l'armée de Bennigsen à se replier. Les Français les poursuivent et le 14 juin, remportent une victoire décisive à la bataille de Friedland.

#### Traités de Tilsit

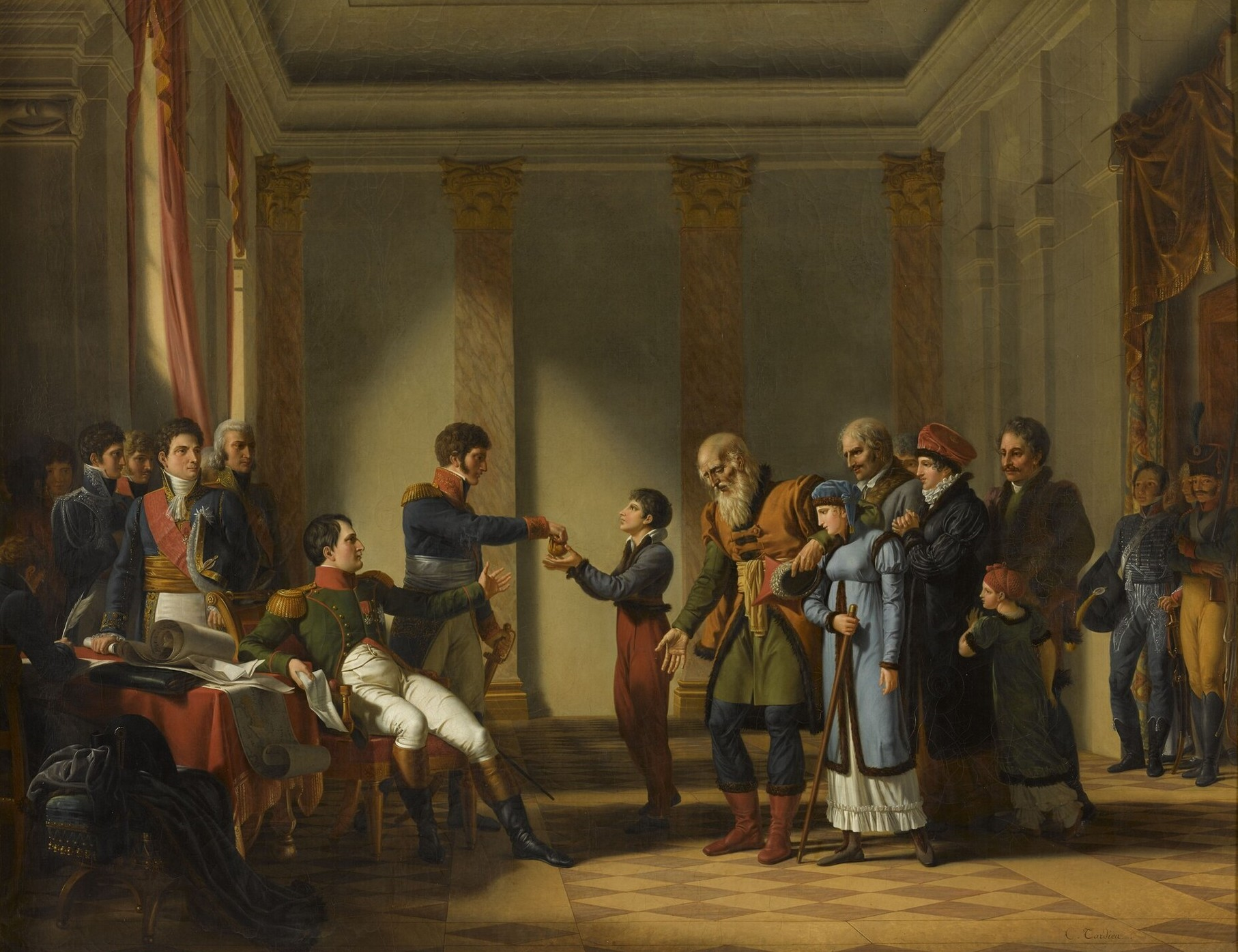
Traité de bienfaisance de Napoléon Ier pendant la campagne de Pologne en janvier 1807.

Les Polonais virent dans la campagne de Pologne de l'Empereur français, une chance inouïe de ressusciter leur nation partagée depuis 1795 entre la Prusse, la Russie et l'Autriche. Napoléon ne demandait pas mieux que de redonner vie à la Pologne. Il s'agit d'un projet qu'il nourrit depuis longtemps. Il impose cependant certaines conditions à une telle réalisation : « Je ne proclamerai l'indépendance de la Pologne que lorsque je reconnaîtrai qu'ils la veulent véritablement soutenir, et je verrai qu'ils la veulent quand je verrai 30 à 40 0000 hommes sous les armes, organisés, et la noblesse à cheval prête à payer de sa personne ».
Le 19 juin 1807, une demande d'armistice est transmise à l'Empereur qui l'accepte aussitôt. Le traité de paix est signé le 7 juillet. Les parties polonaises de la Prusse constitueront le grand-duché de Varsovie. Un nouvel État apparaît donc sur la carte de l'Europe. Confié au roi de Saxe, Fréderic-Auguste, le grand-duché s’étend sur une superficie de 104 000 km2 de la Warta jusqu'au Niemen. Cependant les Polonais sont loin d'être satisfaits dans leurs aspirations nationales. En effet, ils espéraient retirer de leur soutien à l'Empereur un rétablissement de la Pologne. Napoléon a ignoré leurs requêtes en préférant privilégier la paix avec le Tsar : le mécontentement grandit.

#### Naissance du duché de Varsovie

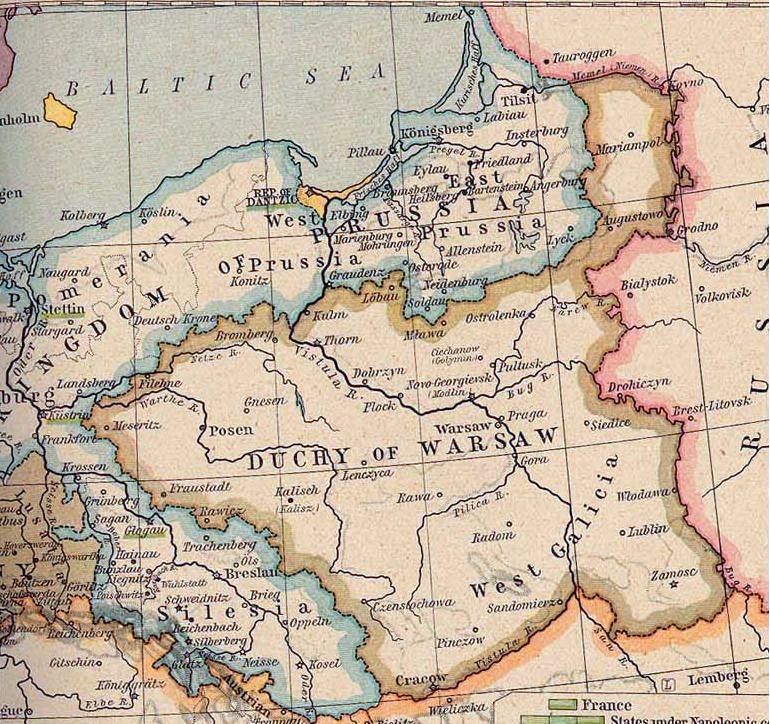
Territoire du duché de Varsovie (1812)

En janvier 1807, Napoléon crée une commission gouvernementale formée de sept personnalités polonaises de la très haute aristocratie libérale, présidée par Stanisław Małachowski ainsi que cinq départements ministériels (Justice, Intérieur, Trésor, Guerre et Police) et instaure la conscription pour former une armée de 39 000 hommes. Ces manœuvres ont pour but principal de ravitailler les troupes françaises en hommes et en vivres dans le combat mené contre les Russes et les Prussiens.
Le traité de Tilsit restitue au duché des territoires pris par la Prusse à la Pologne lors des partages de 1793 et 1795 (provinces de Nouvelle-Prusse-Orientale, de Nouvelle-Silésie et de Prusse-Méridionale). Concernant les acquis de 1772, la Prusse conserve la plus grande partie de ses acquis de 1772 sauf les régions de Bydgoszcz, Chełmno et Grudziądz qui reviennent au duché. En revanche, la partie est de la Nouvelle-Prusse-Orientale : Białystok, Bielsk Podlaski et le nord de la Polésie, sont concédés à la Russie. Dans le même temps Dantzig (Gdańsk), redevient une ville libre, théoriquement sous la protection conjointe de la Prusse et de la Saxe, en réalité protectorat français, avec des garnisons française et polonaise.
Le duché de Varsovie sous les commandes du roi de Saxe est un État vassal de l'Empire français, Napoléon y a le titre de « protecteur » et est représenté par un « résident ». Le duché est un État très militarisé et vidé de ses richesses pour soutenir l'effort de guerre français, dont dépend sa survie.
Le 22 juillet, Napoléon proclame officiellement la Constitution du Grand-Duché dotant ainsi l’État des institutions d'inspirations françaises et des acquis issus de la Révolution française. Il y impose le code civil français, abolit le servage, instaure l'égalité des citoyens devant la loi et maintient les droits aux nobles et aux bourgeois. La constitution instaure aussi un système bicaméral (le Sénat et la Diète). Le grand-duché devra fournir plus de 30 000 hommes à la Grande Armée.
En 1809, le grand-duché s’agrandit aux dépens de l'Autriche et gagne des territoires à l'Est.

#### Campagne de Russie
En 1812, Napoléon décide d'entreprendre une des plus grandes expéditions militaires de l'histoire européenne en marchant vers la Russie à la tête de la Grande Armée. En son sein, plus de 70 000 Polonais sous les ordres du prince Poniatowski devront affronter les Russes. Le duché devra aussi prendre en charge au moyen de dépenses considérables, le ravitaillement de l'armée française. Les Polonais espèrent bénéficier de cette campagne pour récupérer des territoires lituaniens libérés et ainsi restaurer l’Union de Pologne-Lituanie. L'Empereur ne s'était cependant pas engagé à faire des promesses qu'il ne pourrait pas tenir.

#### Fin du grand-duché et naissance du royaume du Congrès
La défaite et la retraite de Russie entrainent de facto l'invasion du grand-duché par l'armée russe à partir de mars 1813. Le 14 mars 1813, le tsar Alexandre crée un Conseil suprême provisoire qui aboutira en 1815 lors du congrès de Vienne qui partage encore une fois la Pologne et crée le royaume de Pologne sous les commandes du tsar, mettant fin à l'influence française en Pologne.
La création du duché de Varsovie par Napoléon donna l'impression de ressusciter la Nation polonaise de la tombe politique dans laquelle elle fut consignée avec les partitions. Pourtant, la valeur réelle de « l'indépendance » ne fut pas plus importante que de celle du royaume du Congrès qui a émergé du congrès de Vienne. La différence consista au fait que le duché représenta l'espoir de l'indépendance vraie, tandis que le royaume de Congrès fut toujours dans l'ombre de la Russie.

L'autre signification durable du duché est qu'elle rompit avec la vieille Pologne féodale, qui exista toujours, à un certain degré, dans le royaume par la fin du servage et l'instauration d'un code légal moderne, selon le modèle français. Mais la chose véritablement importante était la contribution que la période napoléonienne apporta à la création d'une légende ou d'un mythe national, qui soutint et soulagea les Polonais pendant des décennies. Également, elle contribua à faire en sorte que le reste de l'Europe eut un intérêt constant pour le destin de la Pologne, résultant de l'appui de Bonaparte en 1797 pour la formation des légions polonaises, recrutées parmi des émigrés et d'autres exilés vivant en Italie. L'hymne national polonais, la mazurka de Dąbrowski, est une célébration du commandant de la légion, Jean-Henri Dombrowski. Le texte mentionne Napoléon comme modèle de vainqueur. Cependant, ce dernier ne traita pas toujours ses soldats polonais avec une grande considération. Après le traité de Lunéville en 1801, il les envoya aux Indes occidentales pour mater la révolte d'esclaves dans la colonie française de Saint-Domingue, futur Haïti. La vaste majorité n'en revint jamais.

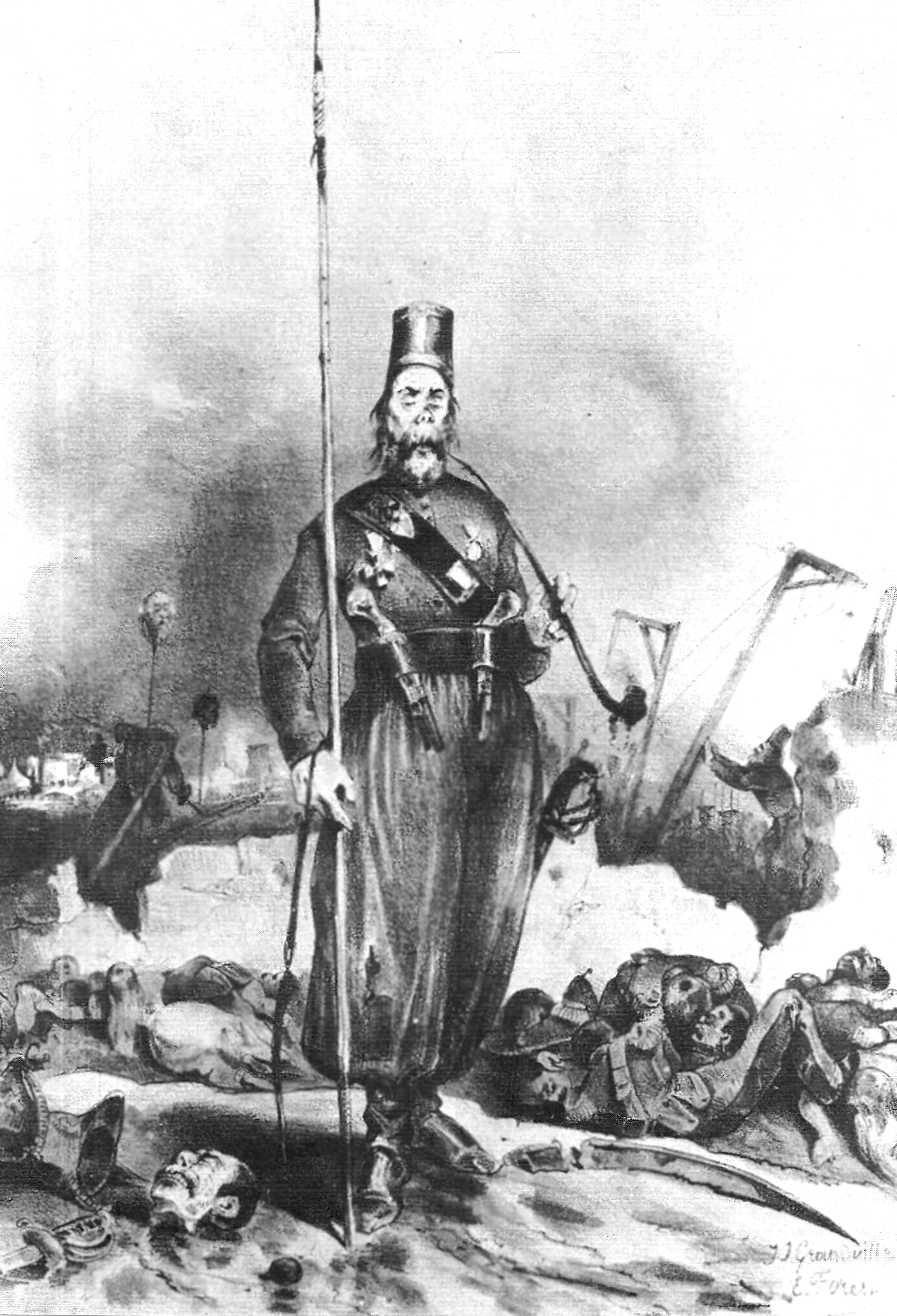
L'ordre règne à Varsovie par Grandville, réaction à la déclaration sarcastique de ministre français des affaires étrangères Horace Sébastiani en 1831.

### Grande émigration
La grande émigration était une émigration des élites politiques de Pologne entre 1831 et 1870, en particulier après l'insurrection de Novembre et l'insurrection de Janvier 1863.
Depuis la fin du XVIIIe siècle, les émigrés ont joué un rôle important dans la vie politique et culturelle de l'intelligentsia polonaise. La plupart de ces émigrés politiques s'installèrent en France qui était considérée par les Polonais, fraîchement influencés par Napoléon, comme un bastion de la liberté en Europe.
C'est pendant cette période que certaines des plus grandes personnalités polonaises liées à la France ont vécu sur son territoire, comme Frédéric Chopin ou Adam Mickiewicz.

### Période d'entre-deux-guerres
Pendant la période d'entre-deux-guerres, la France et la Pologne furent des alliés politiques et militaires. Cela commença par l'Armée bleue du général Haller qui aida la France dans la Première Guerre mondiale et la mission militaire française en Pologne pendant la guerre russo-polonaise (1919-1921), où servit le général de Gaulle. L'alliance militaire franco-polonaise fut signée en 1921 et dura jusqu'à la campagne de Pologne (1939).

### Seconde Guerre mondiale
Vers la fin de 1939, en vue de l'occupation allemande de la Pologne, une nouvelle armée polonaise fut formée en France sous le commandement du général Władysław Sikorski. Parmi les unités polonaises, la 1re division de grenadiers et d'autres. Les relations franco-polonaises furent cependant acidifiées par la réticence française à aider la Pologne. Après la chute de la France, en 1940 les relations bilatérales furent quasiment inexistantes.

### Guerre froide: La Pologne dans le bloc de l'est (1945-1989)
Pendant la guerre froide, les relations franco-polonaises ne furent pas chaleureuses, les deux pays appartenant aux côtés opposés du conflit. Cependant, la France fut — encore — l'emplacement d'une communauté polonaise prospère : on peut citer par exemple Kultura et Jerzy Giedroyc. René Goscinny compte parmi les personnalités françaises ayant des origines polonaises en France durant cette période.
En visite officielle en Pologne, le président de Gaulle s’est exclamé le 11 septembre 1967 à Varsovie : « Polonais, Français, nous nous ressemblons tant et tant ! C’est vrai pour l’économie, la culture, la science. C’est vrai aussi pour la politique. De siècle en siècle, il n’arriva jamais que nos deux peuples se soient combattus. Au contraire, le succès ou le malheur de l’un ont toujours été liés au succès ou au malheur de l’autre ». C'est un fait avéré, au cours de l'histoire millénaire des relations entre ces deux pays, jamais leurs armées ne se sont affrontées sur un champ de bataille. C'est un fait rarissime concernant la France. En Europe seuls deux pays n'ont jamais affronté la France militairement, l'Irlande et la Pologne.
La proclamation de l'état de guerre en Pologne le 13 décembre 1981 entraîna l'émergence, en France, d'un mouvement de sympathie important d'une partie de la société civile, appuyé par des syndicats comme la CFDT, des personnalités comme Simone Signoret, des organisations comme l'Association Solidarité France Pologne et des intellectuels comme Michel Foucault. Seul le PCF et le syndicat CGT eurent une position ambiguë. La controverse éclate avec le gouvernement socialiste de François Mitterrand, dont l'une des promesses était le soutien à Solidarność. Claude Cheysson déclara sur l'état de siège « Nous ne ferons rien » ce qui fut dénoncé comme un signe de passivité. Des initiatives locales permirent l'envoi d'une aide humanitaire à la Pologne, comme en Bretagne où le quotidien régional Ouest-France, de tendance démocrate-chrétienne, soutint Solidarité tout en mettant sur pied une opération humanitaire en direction de la population polonaise, à partir de l'hiver 1981, donnant naissance à l'association « Ouest-France Solidarité ». Celle-ci coordonna l'aide et récolta les dons des Bretons à destination de l'Église polonaise, chargée de la distribution sur place. Cette initiative humanitaire bretonne perdura jusqu'en 1993.
Le 4 décembre 1985, le général Jaruzelski, chef d'état polonais est accueilli à Paris par le président français Mitterrand, ce dernier devenant le premier chef d'État et de gouvernement occidental à recevoir le chef de l'État polonais, qui en 1981 instaurait la loi martiale dans son pays, entrainant l'emprisonnement de milliers de personnes. Cet accueil avait de quoi surprendre, alors que le mouvement Solidarność qui s'opposait au régime autoritaire communiste, recueillait à cette époque la sympathie et le soutien d'une grande partie des Français, à l'aube des grands changements politiques qui allaient survenir dans le bloc de l'est.
Cette rencontre constituait un geste politique fort du président Mitterrand qui dérouta une partie de la classe politique française et les proches de Solidarnosc en Pologne. Elle témoignait d'une lecture différente et alternative des événements qui avaient lieu alors en Pologne. Quand l'opinion générale voyait dans le leader polonais : « un dictateur luttant contre l'expression de la liberté», Mitterrand y percevait l'assurance d'une transition pacifiée et qu'un bain de sang pouvait être évité en Pologne. Le président français décorera d'ailleurs  le Généra Jaruzelski de la légion d'honneur le 15 juin 1989. L’émoi que provoque cette visite provoquera même une petite crise au sein de la majorité : Jacques Chirac demandera la démission du Premier ministre Laurent Fabius, qui avait exprimé être « troublé » par cette visite. La rencontre qui durera plus d'une heure, ne sera pas accompagnée du protocole des rencontres officielles est justifiée par le président français lui-même par ces mots :

« Mon état d’esprit est que la France doit venir en aide aux Polonais. Mais que le problème, qui semble aujourd’hui discuté par une partie de l’opinion, c’est, quelle est la meilleure façon ? Moi, j’ai conclu que la meilleure façon, c’était en discutant et en proposant plutôt qu’en s’ignorant. Cela dit, je ne suis pas à l’origine de cette rencontre, elle m’a été demandée par le Chef de l’État de Pologne. »

— François Mitterrand, 4 décembre 1985
En 1989, entre les deux tours des premières élections partiellement libres, François Mitterrand, arrive à Varsovie pour sa première visite officielle en Pologne. Encore une fois, il entretiendra une position française neutre, en traitant en tout équité le pouvoir et l'opposition. Ces propos tenus notamment avec l'éloge appuyé en direction des dirigeants de Varsovie en qui, il voyait des "hommes de courage; ayant un sens aigu des responsabilités" lors de sa conférence de presse le 16 juin 1989, surprendront de nouveau les opposants au général Jaruzelski, alors que la Pologne s’apprêtait à vivre une révolution démocratique.
Six mois plus tard, le 31 décembre 1989, la république de Pologne est née, mettant fin au régime communiste. Ce changement de régime, poussé par le premier gouvernement non communiste est accompagné d'une grande série de réformes. La Pologne peut désormais se rapprocher de l'Europe occidentale dont elle était quasiment privée de relations depuis la fin de la Seconde Guerre mondiale.

### Rapprochement de la Pologne avec l'Europe occidentale (1989-2004)

#### La France réticente à l'adhésion rapide de la Pologne et des PECO à la CEE (1989-1991)
Dès le début des années 1990, la Pologne comme les autres pays d'Europe centrale et orientale (PECO), parvient à s'échapper de l'influence soviétique sortir du communisme en entament leur transition démocratique. Progressivement, ces pays manifestent leur désir de se rapprocher de leurs voisins d'Europe de l'Ouest. La Pologne, par la voix de ses dirigeants, ne tarde pas à exprimer clairement la volonté de rejoindre à terme la Communauté économique européenne (CEE) qui vient de facto de s'ouvrir à l'ex-RDA, dans le cadre de la réunification allemande. Cependant, cette idée est jugée trop précoce par le président François Mitterrand. Le président français estime prioritaire l'approfondissement de la communauté européenne actuelle (notamment via l'Acte unique qui a relancé la construction européenne), avant d'envisager son élargissement. La crainte des dirigeants français a quatre sources principales :
- Le récent élargissement à l'Espagne et au Portugal a montré le coût que pouvait représenter la politique structurelle et laissait imaginer les efforts que devraient consentir la communauté pour intégrer l'intégralité des anciens pays communistes.
- Un tel approfondissement serait plus compliqué à construire dans une Europe élargie à l'Est que dans une Europe à 12. Ce dernier estime donc que l'adhésion ne sera pas possible avant « des dizaines et des dizaines d'années », le temps que les situations politiques et économiques de ces pays se stabilisent, proposant ainsi « intégration à l'ouest » et une évolution à l'ouest[28].
- D'un point de vue géopolitique l'élargissement de la CEE vers l'Est, est perçu par les dirigeants français comme un futur basculement du centre de gravité de l'Europe vers l'Allemagne qui allait par ailleurs commencer la réunification, et donc au détriment de la position de la France en Europe.
- L'opinion française relevée dans un sondage de 1989, concorde avec les positions du président français, puisque 74 % d'entre des Français souhaitent une accélération de l'intégration européenne face aux événements se déroulant à l'est, en revanche ils ne sont que 60 % à penser qu'un rapprochement de la CEE avec les ex-pays communistes serait une bonne chose, un taux bien faible en comparaison de celui des Pays-Bas pour exemple (83 %). Ces résultats doivent être cependant interprétés avec précaution car ils diffèrent selon la formulation des questions (71 % des Français sont pour une future adhésion des pays qui se démocratiseraient, et à 83 % favorables pour aider dans une certaine mesure à la démocratisation de la Pologne). Ces variations peuvent s'expliquer par le fait que l'opinion des Français, comme celle des Européens en général, n’était pas réellement constituée sur ce thème dans la mesure où les événements en Europe bousculèrent tous les équilibres connus depuis quarante ans, et donc évidemment les opinions[29].

En revanche, il propose en janvier 1990 en substitution à une intégration rapide des PECO dans la CEE, le projet d'une Confédération européenne, vaste organisation réunissant tous les pays du continent y compris l'URSS, qui devait permettre d'assurer des « échanges », « la paix », et « la sécurité » sur le continent européen. Ce projet ne recueillera pas le consentement des pays d'Europe centrale et orientale dont la Pologne. Ces derniers ne voulant pas devenir membre d'une structure dans laquelle les États-Unis d'Amérique seraient exclus, tandis que l'URSS y serait admise. De plus, ce projet est davantage vu par ces derniers comme un moyen de retarder leur intégration à la Communauté économique européenne.
Dès lors, la France endossera le rôle du pays défenseur du statu quo en Europe, et sera soupçonnée par les PECO, tout au long de la décennie, de retarder leur adhésion dans la CEE. Cette position aura bien entendu des conséquences sur les relations économiques et politique entre la France et la Pologne, au contraire de l'Allemagne qui par la voix du chancelier Helmut Kohl déclare en 1994, à Varsovie que « l'Europe est incomplète sans la Pologne ». Ces déclarations ne manquèrent pas d'agacer les dirigeants français, car elles désignaient la France comme la principale adversaire à l'intégration de ces pays, alors que François Mitterrand défendait plutôt une position pragmatique face à l'irréalisme d'une intégration rapide.

#### Les relations entre les deux pays demeurent ambigües (1991-1995)
Le 9 avril 1991, le nouveau président de la république de Pologne, Lech Wałęsa est accueilli à Paris. C'est l'occasion pour les deux pays de signer un traité d'amitié et de solidarité. Ce pacte matérialise le rapprochement des deux pays, l'annulation de 50 % de la dette polonaise envers la France, un programme de partenariat universitaire de formation, la création de la BERD, banque destinée à la reconstruction des pays d'Europe centrale et orientale, mais aussi un grand nombre d’opportunités nouvelles dans un ensemble de secteurs économiques.
Le 29 septembre de la même année, est organisé à Weimar une conférence tripartie entre la France, l'Allemagne et la Pologne. Ce cadre devait être à l'origine une instance de dialogue pour appuyer la réconciliation germano-polonaise, inspirée de l’expérience franco-allemande. Ces rencontres se renouvelèrent donnant ainsi le nom du triangle de Weimar, renforçant ainsi la coopération franco-germano-polonaise.
L'arrivée d'une nouvelle majorité de droite en 1993, soucieuse de diminuer les tensions avec ces nouveaux partenaires enverra un message positif aux yeux des dirigeants polonais. Édouard Balladur, nouveau Premier ministre français déclarera par ailleurs, que « la France sera le meilleur avocat de la Pologne dans sa marche vers l'Union européenne »". François Mitterrand s'associera même à la déclaration commune du Sommet du Conseil européen de Copenhague, qui déclarait que « les pays associés de l'Europe centrale et orientale qui le désirent pourront rejoindre l'Union européenne sous conditions ».
Néanmoins, les ambiguïtés dans la position de la France ne tardèrent pas à ressurgir, notamment avec le projet de Conférence de la stabilité en Europe prôné par Édouard Balladur, vu par les pays d'Europe centrale et orientale comme une manière de véhiculer l'image d'une région instable, voire explosive, à laquelle la Pologne ne tardera pas à réagir, en rappelant qu'elle a signé des accords de bon voisinage avec tous ses pays limitrophes. De plus, le projet de la France de doter l'Europe d'une vraie politique européenne de la Méditerranée, lancé en même temps que les discussions pour attribuer des Fonds européens de développement aux PECO, est perçu par ces derniers comme une énième stratégie de la France pour retarder leur adhésion.

#### La Pologne devient une opportunité pour la France (1995-1998)
Fin 1994, les réformes économiques de libéralisation en Pologne commencent à porter leurs fruits et attirent de plus en plus les investisseurs étrangers. Les entreprises françaises réalisèrent à cette époque de nombreuses implantations et acquisitions d'entreprises et les échanges commerciaux s'envolent. Même si la France reste troisième investisseur, loin derrière l'Allemagne en Pologne, un renouveau dans les relations des deux pays se fait sentir. La perception française de la Pologne change peu peu, et la Pologne devient un territoire d'opportunités économiques. L’élection de Jacques Chirac et les efforts de la diplomatie polonaise pour trouver chez la France un allié indispensable accompagneront dans une certaine mesure cet élan. 

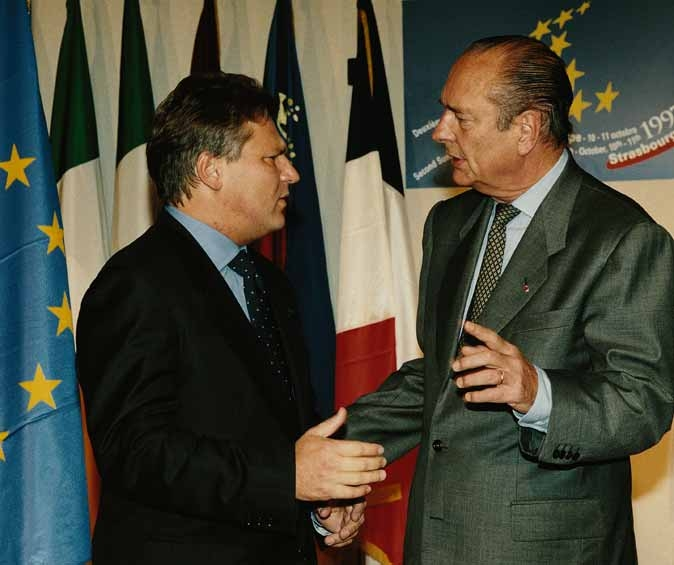
Le président français Jacques Chirac et le président polonais Aleksander Kwasniewski lors d'une rencontre en 1997

Le mandat Mitterrand et notamment le projet de Confédération européenne, ayant refroidit les espoirs des élites polonaises, la visite du nouveau président Chirac à Varsovie le 12 septembre 1996 fit renaitre de nombreux espoirs en Pologne. Jacques Chirac déclare souhaiter un renforcement des relations économiques, la relance du Triangle de Weimar, l'adhésion de la Pologne à l'OTAN en 1997 et surtout l'adhésion de la Pologne à l'Europe dès l'an 2000. Les présidents polonais et français se rencontrèrent trois fois en 1996, et Jacques Chirac n'hésita pas à plaider directement la cause des entreprises françaises en Pologne tout en les encourageant de considérer la Pologne dans leurs stratégies d'investissements.
Le président désirant rééquilibrer les positions de la France face à l'Allemagne en Pologne et en Europe centrale et orientale refait ainsi naitre un véritable espoir au sein des populations, notamment polonaise, celle d'une France volontariste en matière d'élargissement de l'Europe.

En revanche, à l'ouest, cette position et une telle échéance sera jugée pour la plupart des experts comme irréaliste. Cette proposition sera balayée notamment par le Premier ministre français Lionel Jospin, qui ne s'avancera pas pour une future date d'adhésion. La France avec l'Allemagne maintiendront néanmoins un soutien appuyé à cette candidature, via le Triangle de Weimar qui approfondissaient la collaboration entre ces trois pays.

« En ce qui concerne l'aide de nos partenaires, je suis reconnaissant aussi bien à la France qu'à l'Allemagne mais aussi je suis reconnaissant personnellement à M. Jacques Chirac et à M. Helmut Kohl, car sans eux, sans leur contribution personnelle, cela nous serait beaucoup plus difficile. Mesdames et Messieurs, vous avez de véritables avocats de la Pologne à cette table, déterminés, conséquents, qui sont très bienveillant et la rencontre de Poznan en est une preuve de plus. »

— Aleksander Kwasniewski, Poznan 21 février 1998

#### La«dernière ligne droite»pour la Pologne candidate à l'Union européenne (1998-2003)
En 1999, la Pologne adhère à l'OTAN rejoignant une partie des pays d'Europe dont la France. Cette candidature aura créé bien moins de vagues que celle pour devenir membre de l'UE, tant les positions françaises et polonaises, en matière de politique étrangère et de sécurité européenne étaient alignées depuis quelques années. Les négociations d'adhésion à l'UE de la Pologne commencent à Bruxelles le 31 mars 1998. Le sujet semble alors complexe sur de nombreux plans, et synonyme d'un travail considérable des deux côtés plus d'une trentaine de chapitres de négociations doivent être abordés. Le sujet devient d'autant plus complexe lorsque le nombre de pays candidats à l'adhésion passe de six à douze en 1999, sous l'impulsion de la France qui dans sa stratégie européenne voulait éviter la marginalisation notamment de la Roumanie, pays francophile, face à l'Europe centrale où l'influence de l'Allemagne était plus forte. La crainte pour les Polonais fut grande que ces pays davantage « en retard » sur les réformes économiques, prolongent la date d'une future adhésion qui avait déjà pris du retard.
Ces craintes furent en partie confirmées lorsque les déclarations du Premier ministre Lionel Jospin firent de la réforme des institutions européennes un préalable à l'élargissement, qui « heureusement, n'est pas pour demain ». En Pologne, la France est encore une fois désignée comme une des responsables du retard. Parmi les politiques français, certaines voix s'élèvent pour imaginer une Europe à deux vitesses. Bronislaw Geremek, ex-ministre polonais déclarera en 2000 que pour « ces pays de l'Union qui s'inquiètent des barbares apparus à leurs portes » il était nécessaire de « dissiper les craintes des Français de voir l'élargissement renforcer dangereusement la position de l'Allemagne ». Pourtant l'Allemagne semble aussi freiner les démarches d'adhésion si bien qu'en Europe deux camps s'opposent, entre les « dilueurs » favorables à une adhésion rapide et les « résignés », dont la France, nostalgique d'une Union européenne franco-allemande, selon les propos de Michel Barnier commissaire à Bruxelles.
Jacques Chirac, ne cesse pourtant d'essayer de dissiper ces craintes en réaffirmant que non seulement les relations franco-polonaises sont très bonnes et que la France est la meilleure alliée de la Pologne dans ses objectifs d'entrée dans l'UE.
La réforme des institutions européenne voulue par la France est finalement introduite, non sans d’âpres négociations et concessions avec la Conférence intergouvernementale qui s'ouvre le 14 février 2000 pour s'achever à Nice en décembre avec le traité de Nice. Ce traité visait à modifier le système institutionnel et décisionnel de l'Union européenne afin de permettre l'élargissement à 25. La signature de ce traité ne se fit cependant pas sans quelques accrocs, notamment lorsque les diplomate français tentèrent de diminuer le nombre de voix de la Pologne au Conseil européen, et donc de son poids politique au sein des institutions avant d'attribuer l'incident, par la bouche de Jacques Chirac, à « l'erreur d'une secrétaire ».
En octobre 2001, la Commission européenne déclare finalement que dix pays d'Europe centrale et orientale  dont la Pologne pourront faire partie de la première vague d'élargissement de l'UE prévue pour 2004. Encore une fois, la future adhésion de la Pologne, provoque enthousiasme et crainte en France, notamment sur la future concurrence entre les deux pays pour les subventions de la Politique agricole commune (qui représente 45 % du budget européen) alors que la France est le premier bénéficiaire de ces dernières et que la Pologne dispose d'une industrie agricole en forte croissance.

#### La Pologne se range du côté des Américains (2003-2004)
À seulement un an de l'adhésion des 10, et donc avant même que ces pays soient réunis dans une même union, le conflit naissant entre les États-Unis et le régime de Saddam Hussein en Irak fit naitre de profonde divisions en Europe.
Le 20 janvier 2003, le ministre français des Affaires étrangères Dominique de Villepin déclare dans un discours remarqué au siège de l'ONU que « l'intervention militaire serait la pire des solutions ». La position française crée l’émoi et une crise des relations franco-américaines. Pour autant, la France est soutenue par l'Allemagne qui déclare que « seul le Conseil de sécurité des Nations unies est habilité à […] engager une opération militaire contre l'Irak ».
Seulement, la position non-interventionniste de la France et l'Allemagne n'est pas partagée par tous les pays en Europe. La Pologne signe le 29 janvier la Lettre des Huit (avec l'Italie, l'Espagne, le Portugal, le Royaume-Uni, le Danemark, la Hongrie et la Tchéquie). Celle-ci rappelle notamment que « le lien transatlantique est une garantie de notre liberté. Grâce au courage, à la générosité et à la perspicacité américaine, l'Europe a été libérée des deux formes de tyrannie qui dévastèrent notre continent au vingtième siècle : le nazisme et le communisme. »
Si la diplomatie polonaise n'avait jamais caché son « américanophilie », cette position unilatérale prise par une partie des pays de l'Europe centrale, futurs membres de l'UE, provoque la colère du président français, Jacques Chirac qui souligne par ailleurs l'inconscience d'une telle prise de position alors que l’élargissement doit être ratifié par un référendum dans chaque pays membre. Cette arrogance et ingérence française dans la politique des États qui ne sont même pas encore membre est très mal reçue par l'opinion publique des pays concernés, notamment en Pologne. Le commissaire européen aux Relations extérieures Chris Patten illustra d'ailleurs cette crise en faisant référence directement à la Pologne, distinguant l'UE et l'ingérence russe subie par la Pologne à la suite de la fin de la Seconde Guerre mondiale, en déclarant que l'Union « n'est pas le pacte de Varsovie. Ces pays ont leurs opinions et doivent les exprimer ».
Dans cet affrontement entre le couple franco-allemand et l'Europe de l'Est, la Pologne occupait une position dominante, elle-même qualifiée par le président Bush de « meilleure amie des États-Unis » et de « cheval de Troie par les médias français et allemand ». D'ailleurs, le contingent polonais fort de 2 400 hommes fut de loin le plus important des pays d’Europe de l'Est et la Pologne se vit confier l’une des « zones d’occupation » en Irak au même titre que les États-Unis et la Grande-Bretagne.
Ce conflit de posture a en réalité une explication historique et géopolitique qui distingue les deux pays :
- Du côté français, fervent opposant depuis la politique du général De Gaulle à toute intervention américaine en Europe, la position de la Pologne et des autres pays européens est perçue comme un retour en force des États-Unis et la mort d'une politique européenne de défense commune que la France voulait de ses vœux. Par ailleurs, la Pologne en s'engageant aux côtés des États-Unis adopte une attitude qui va à l'encontre des intérêts français et donc du leadership en Europe que la France espère sauver malgré l'élargissement. Cette crise développera en France l'image d'une Pologne « passager clandestin » en Europe, rentrée dans l'UE uniquement pour servir ses intérêts. « L'Europe n'est pas un tiroir-caisse » avait résumé le chef de la diplomatie française Dominique de Villepin.
- Du côté polonais, l'alliance avec les États-Unis est d'abord un gage de sécurité, n'ayant pas une pleine confiance, ni en l'ONU ni dans la défense européenne. La politique de la France et de l’Allemagne était perçue soit comme une chimère (la défense européenne avait démontré son inexistence dans les conflits des Balkans dans les années 1990), soit comme une menace inacceptable pour la cohésion de l’OTAN[43]. La tentative d'ingérence de la France est vu comme une atteinte à la souveraineté diplomatique de la Pologne.

### Adhésion de la Pologne à l'UE (depuis 2004)
La France, en tant que membre fondateur de la Communauté européenne, de l'Union européenne, de l'OTAN et membre permanent du Conseil de sécurité des Nations unies, est l'un des principaux partenaires de la Pologne dans le monde des affaires politiques, économiques, culturelles, scientifiques et technologiques.
Malgré cette proximité et cette histoire commune, les relations entre les deux pays ont aussi souffert d’intérêts divergents et de désaccords entre les élites dirigeantes. Ces malentendus continuent de ponctuer les relations des deux pays, avec des exemples récents comme la position sur la guerre en Irak, sur la guerre en Syrie, l’affaire des hélicoptères Caracal, l’achat des F16 etc.
Cependant, l'année 2004 a marqué une percée dans les relations bilatérales. Après une période de conflit provoqué par différents accrochages pendant la crise de l'Irak et les négociations de la constitution européenne, les relations se sont améliorées. Depuis l'accession de la Pologne à l'Union européenne le 1er mai 2004, des réunions entre les chefs d'État des deux pays sont organisées annuellement.
La France est le plus grand contributeur d'investissement direct étranger en Pologne[Quand ?]. Les principales compagnies françaises présentes en Pologne sont France Télécom, Vivendi, Carrefour, Auchan, le groupe Casino, Leclerc, le Crédit agricole et Saint-Gobain.
Une certaine polémique a été provoquée par l'expression « plombier polonais » qui est apparue en France autour de 2005[réf. nécessaire].
On estime que la communauté polonaise en France compte environ un million de membres, notamment dans la région Nord-Pas-de-Calais, dans la zone métropolitaine de Lille et du bassin minier autour de Lens et de Valenciennes[réf. nécessaire].

#### Traité établissant une constitution pour l'Europe et «plombier polonais»
Le projet de traité établissant une constitution pour l'Europe est un événement majeur de l'histoire de la construction européenne et le premier projet structurant sur lequel la nouvelle Union à 25 doit se prononcer. Le traité signé à Rome en octobre 2004 doit ensuite être ratifié par chacun des États membres. La France comme une dizaine de pays européens décide de ratifier ce projet de constitution par le biais du référendum. Une campagne est mise en place, le oui étant soutenu par la majorité des députés.

La Pologne et la France s'étaient déjà opposées dans le cadre de cette constitution, notamment sur la question de la mention historique de « l'héritage chrétien du continent » dans le projet de constitution. Le gouvernement français était le principal opposant à l'inclusion de cette mention; Jacques Chirac attaché à la laïcité à la française jugeait telle mention discriminante pour les autres religions présentes sur le continent. Mais c'est un tout autre sujet qui va remettre les relations entre les deux pays sur le devant de l'actualité, celui de la directive Services, Davantage connue sous le nom de « directive Bolkestein ». Cette directive autorise des travailleurs d'un pays européen à effectuer une mission temporaire dans un autre pays-membre en payant ses cotisations sociales dans son pays d'origine mais bénéficiant du salaire minimum de son pays d'accueil, renforçant le risque de dumping social, notamment en raison de l'arrivée de nouveaux pays dans l'Union européenne en 2004 aux salaires bien inférieurs que ceux de l'Europe de l'Ouest. L'opposition au référendum va utiliser cette menace pour rassembler l'opinion française derrière eux. C'est le souverainiste français, Philippe de Villiers, qui va vraiment populariser l’expression du « plombier polonais » dans une interview au Figaro. L'expression va se propager et alimenter le débat, autant dans le camp du « oui » que dans celui « non ». Elle sera réutilisée pendant de longues années pour symboliser cette peur de « dumping social » en provenance de l'Est de l'Europe, menaçant les modèles sociaux des pays plus riches, qui voteront d'ailleurs non à ce referendum. L'office de tourisme polonais jouera de cette polémique en imaginant un plombier polonais, incarné par un mannequin, invitant les touristes à se rendre dans son pays. Le président polonais réagira à cette polémique en tentant de rassurer les Français sur une quelconque « vague d'émigration polonaise ».

« De fait, il n'y a pas d'exode de main d’œuvre de la Pologne vers les pays de l'Europe occidentale. La différence, c'est 18 %, c'est-à-dire 100 000 personnes. Je sais que cet argument du "plombier polonais" est en France très souvent utilisé, exploité, mais je vous dis que c'est vraiment une exagération. »

— Aleksander Kwaśniewski, Nancy, France, le 19 mai 2005.

#### Une coalition de droite eurosceptique remporte les élections en Pologne (2005-2007)
En 2005, le parti conservateur et nationaliste Droit et justice (PiS) remporte les élections législatives en Pologne, sans pouvoir disposer de majorité à la Diète. Les relations diplomatiques entre la Pologne et la France restent froides ; la proximité entre le président Kwasniewski et le président Chirac n'existe pas avec Lech Kaczynski, arrivé lui aussi au pouvoir en 2005. Les frères Jarosław et Lech Kaczyński se posent en défenseur de l’intérêt national polonais, qui à leurs yeux n'a pas été suffisamment défendu lors de la construction européenne. D'ailleurs, Lech Kaczyński avait déclaré pendant sa campagne de 2005, qu'a l'opposé du président Aleksander Kwaśniewski, il aurait exigé des excuses du président français suite la réprimande de Jacques Chirac à la nouvelle Europe (« Vous avez perdu une occasion de vous taire »). C'est principalement sur le plan européen que cette opposition franco-polonaise sera visible : attachés à la souveraineté de leur pays, les dirigeants polonais s'opposent à une Europe supranationale défendue par Paris et ne jurent que sur une « Europe des nations », tout en refusant d'adopter l'euro à court terme. Malgré cela, les relations entre les deux pays ne sont pas rompues et la relation bilatérale continue de se développer avec des échanges commerciaux qui connaissent, en 2005, une hausse importante, de 14,2 %, la France étant le premier investisseur étranger en Pologne.
Dès son élection à la présidence de la République française, Nicolas Sarkozy a fait de la construction de l'Union européenne une « priorité absolue » de la politique étrangère de la France. La construction européenne en panne depuis le vote du non français au référendum de 2005, pousse les dirigeants européens en 2007 à imaginer le projet d'un nouveau traité. Nicolas Sarkozy soutient fortement cette démarche et tient à défendre ce projet auprès des partenaires européens réticents. Parmi eux, la Pologne gouvernée par les frères Kaczyński. Cette opposition s'explique en raison d'une remise cause du statut favorable au Conseil européen en termes de voix, de la Pologne obtenu lors du Traité de Nice dans le projet de constitution. Les autorités polonaises s'opposent également à l'instauration d'un ministère des Affaires étrangères européen, voyant dans ce poste une diminution de son indépendance diplomatique. La rencontre entre les deux chefs d'État le 14 juin 2007 ne permettra pas de réelles avancées, mais permettra en revanche d'apaiser les relations entre les deux pays, Nicolas Sarkozy allant à rebours de la stratégie française vis-à-vis de la Pologne et souhaitant traiter avec son partenaire avec davantage de respect.
Le président français a quelques atouts pour cela : sa volonté de rapprocher l'Europe des États-Unis, l'invocation des racines chrétiennes de la France lui valent un a priori favorable et son déplacement à Varsovie permettront de démentir la boutade d'un ténor politique polonais selon lequel « France ne rime plus avec élégance, mais avec arrogance ».

#### Nicolas Sarkozy et Donald Tusk s'accordent sur une vision de l'Europe
En tant que président du Conseil des ministres de Pologne, Donald Tusk supporte une intégration politique et économique plus poussée de la Pologne au sein de l'Union européenne. Il soutient activement le traité de Lisbonne, contrairement au président Lech Kaczyński.
Donald Tusk se prononce en faveur de l'entrée de son pays dans la zone euro à l'horizon 2012, également contre l'avis du président Kaczyński.

### Les conservateurs (PiS) au pouvoir (depuis 2015)
La victoire aux élections législatives en mars 2015 du parti conservateur Droit et justice (PiS) a clairement compliqué et tendu les relations de la Pologne avec ses partenaires européens[Lesquels ?]. À la différence de l'ancien gouvernement de Donald Tusk (ancien Premier ministre polonais de 2007 à 2014) membre de la Plate-forme civique (PO) clairement adepte des réformes libérales soutenues par les instances européennes, le parti de Jarosław Kaczyński (frère du président Lech Kaczyński) affiche de nombreuses réticences face à la construction européenne et entend mettre en œuvre une politique nationaliste[source insuffisante]. En mars 2015, la victoire de PiS aux élections législatives suit la victoire du candidat Andrzej Duda à l'élection présidentielle, issu du même parti. En politique intérieure, elle est synonyme de politiques dites « sociales » avec le plan (appelé « 500+ ») d’octroi d’allocations de 500 złotys par enfant et par mois à toutes les familles à partir du deuxième enfant, l'abaissement de l'âge à la retraite, et une utilisation jugée plus « efficiente » des fonds européens dans les régions en difficultés, ainsi que des réformes profondes des instances du pays contrôlées jusqu'alors par l'opposition L'ambition est claire, le gouvernement veut faire davantage profiter la population polonaise des fruits de la croissance économique. En ce qui concerne la politique étrangère, face aux réformes controversées menées par le gouvernement, la Pologne est mise au banc des accusés en Europe. Le gouvernement est accusé de mettre en place une politique nationaliste, xénophobe et eurosceptique. Les différentes déclarations des ministres et du leader du parti Jarosław Kaczyński n'arrangent pas les relations avec les autres dirigeants européens[Lesquels ?] déjà inquiets de la montée du populisme en Europe de l'Est. Dans ces affrontements diplomatiques, la France occupera une place particulière et notamment depuis l'arrivée d'Emmanuel Macron à la tête de l'État français.

#### Fin de la politique accommodante envers l'Union européenne
Sur le plan politique, le gouvernement de Donald Tusk avait réussi à faire de la Pologne le « bon élève européen ». Le rapprochement avec l'Allemagne malgré les réticences historiques, avait permis de construire un partenariat économique des plus dynamiques du continent européen ; dynamisme dont la Pologne a amplement bénéficié aidé en cela par les fonds structurels européens. Cette position accommodante envers l'UE, qui avait même laissé entendre que la Pologne pourrait participer à une reforme de la directive des travailleurs détachés et à la mise en place de quotas pour l'accueil de réfugies syriens, allait à l'encontre de la majorité de l'opinion polonaise.

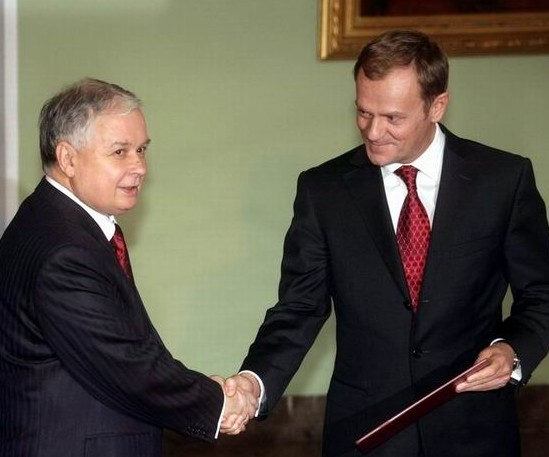
Lech Kaczyński et Donald Tusk : Deux visions de la Pologne.

À l'opposé, la vision de la Pologne des frères Kaczyński est en totale contradiction avec les opinions libérales et progressistes de la Plate-forme civique. Au pouvoir entre 2005 et 2007, ces derniers avaient privilégié des relations étendues avec les États-Unis plutôt qu'avec leurs partenaires européens. Opposé à une Europe fédérale, ils voient donc d'un mauvais œil toute tentative d'ingérence européenne dans les affaires polonaises et sont très attachés à la souveraineté nationale de leur pays.
La victoire de PiS en 2015, le parti des Kaczyński, entraine donc un changement radical de la politique menée en Pologne et des tensions apparaissent avec les partenaires européens, en particulier la France. Les projets politiques entrant en contradiction avec les valeurs démocratiques de l'UE selon les instances européennes sont nombreux[source insuffisante] :
- Réforme du système de nomination des juges du tribunal constitutionnel Polonais : le parlement polonais a voté une loi pour être capable désormais de nommer les juges du tribunal, censés être indépendants. Cette réforme fait réagir la commission européenne, craignant pour la séparation des pouvoirs. Le 12 janvier 2016, Bruxelles a entamé une « procédure de contrôle d’État de droit », ce qui n'empêchera pas les autorités polonaises de promulguer la loi.
- Refus d'accueillir les migrants selon le système de quotas voulu par l'UE : le gouvernement libéral avait dans un premier temps accepter d'accueillir 10 000 migrants à la suite de la politique des quotas voulue par l'UE. Sachant ce sujet très sensible au sein de la population polonaise, le parti PiS n'a cessé d'utiliser ce sujet lors de la campagne des législatives, ravivant les peurs liées à l'immigration. Évoquant des risques sanitaires et d'insécurité, ils ne ratifieront pas l'accord une fois arrivé au pouvoir, s'attirant les foudres des instances européennes[52].
- Contrôle accru sur les médias polonais : les dirigeants des médias publics auparavant désignés par un conseil audiovisuel public indépendant, le sont désormais par le ministre du Budget, et révocable a tout instant. Encore une fois, l'UE s'est insurgé cette fois contre une atteinte à la liberté d'expression[53].
- Rapprochement militaire avec les États-Unis : depuis l'affaire des hélicoptères Caracal et la signature d'un contrat pour des hélicoptères américains aux dépens des appareils français, le gouvernement de Beata Szydło, n'a cessé de se rapprocher des positions américaines en termes de défense militaire. En janvier 2017, le plus gros déploiement militaire américain en Europe depuis la fin de la guerre froide a lieu en Pologne. Réagissant à la menace russe, ce déploiement militaire, décidé sans consulter ses alliés européens n'a fait que renforcer les tensions déjà existantes entre la Russie et l'Europe. Elle est synonyme aussi d'un manque de confiance certain de la Pologne dans le projet de défense européen, qu'elle pousse pour aboutir depuis de nombreuses années[54]. La proximité de point de vue entre Donald Trump et Jarosław Kaczyński est d'ailleurs évidente, ce dernier ayant reçu le soutien du premier face à la menace de la procédure de « sauvegarde de l'État de droit » enclenchée par l'UE contre la Pologne.
- Refus de négocier une réforme de la directive des travailleurs détachés
- Refus d'intégrer l'euro à moyen ou long terme : Ayant signé le traité d'Athènes, adopté par référendum en 2003, la Pologne doit rejoindre l'union économique et monétaire à partir de la date d'adhésion. Autrement, la Pologne a l'obligation légale d'adopter un jour la monnaie commune. Si la population polonaise était globalement favorable à l'adoption avant la crise, et que le Premier ministre d'alors, Donald Tusk avait préparé la planification d'une future adoption, les effets de la crise de la zone euro ont fait basculer l'opinion. Les conservateurs au pouvoir sont désormais plus réticents à cette idée. Jarosław Kaczyński, le chef de file du parti Droit et justice au pouvoir en Pologne, a d'ailleurs déclaré que la Pologne adopterait l'euro quand son PIB aura atteint 85 % de celui allemand. Cette perspective est donc très lointaine.

#### Relations tendues avec la France

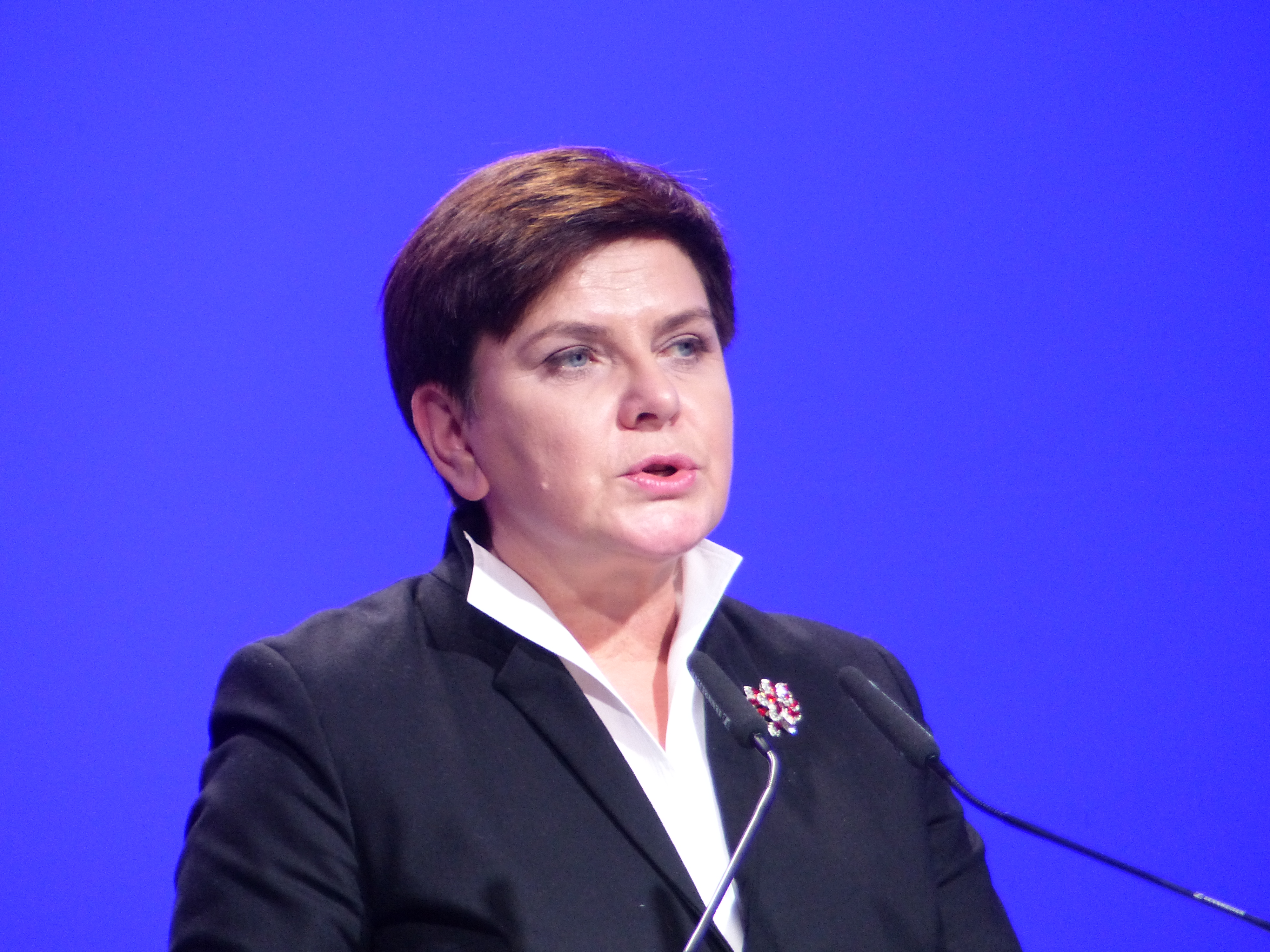
La Première ministre polonaise Beata Szydło.

Dès l'arrivée du Droit et justice (PiS) au pouvoir et dès l'élection du président Andrzej Duda, des sujets économiques sont venus enrayer les relations diplomatiques franco-polonaises. En effet, lors de la campagne pour la présidence polonaise, le candidat Andrzej Duda avait pointé le fait que de nombreuses entreprises étrangères présentes en Pologne échappaient toujours à l'impôt : les enseignes de grande distribution, notamment françaises, étaient bien entendu visées. Ensuite, les relations se sont crispées sur le dossier des hélicoptères Caracal. Alors que du côté français, l'offre faite par le constructeur européen Airbus semblait largement satisfaire toutes les parties, la majorité au pouvoir en Pologne s'est efforcée de revoir les négociations menées par l'opposition au cours du mandat précédent. Les autorités françaises critiquent des négociations « erratiques » et « irrationnelles », qui n'en finissent plus, avant de comprendre que la Pologne ne signera pas l'accord établi. Du côté polonais, on argumente en disant que les compensations n'étaient pas assez intéressantes dans l'offre du constructeur. Ce dossier prend un tournant politique, François Hollande alors président français et Jean-Yves Le Drian alors ministre de la Défense annulent leur prochaine venue à Varsovie, arguant que les autorités polonaises n'ont pas respecté les négociateurs français, et qu'ils réfléchissaient désormais à une redéfinition des relations diplomatiques franco-polonaises. Cette affaire, accompagnée de toutes les « provocations » du gouvernement PiS au niveau européen, renforce la perception de la Pologne comme le « passager clandestin de l'Europe »[réf. nécessaire] au sein du gouvernement français. Cette affaire a aussi donné lieu à des sorties maladroites du vice-ministre polonais de la Défense, Bartosz Kownacki, qui déclare le 12 octobre 2016 : « Ce sont des gens à qui nous [Polonais] avons appris à manger avec des fourchettes il y a plusieurs siècles, ce qui peut expliquer leur comportement aujourd'hui ». Il réagissait ici, à une vieille histoire selon laquelle la fourchette a été introduite dans l'Hexagone en 1574 par Henri III, alors qu'il n’était pas encore le souverain français, mais roi de Pologne.
Les tensions ne sont pas réellement retombées lorsqu'au niveau européen la France et la Pologne se sont affrontées sur différents sujets. Le projet notamment soutenu par François Hollande d'une « Europe à plusieurs vitesses » qui a pour but de donner les moyens à l'UE de surmonter les différents blocages provoqués par des pays qui s'opposent à une intégration plus forte dans le projet commun (notamment la Pologne depuis la victoire du PiS), avait fait réagir violemment le gouvernement polonais. Ne voulant aucunement être exclu des négociations européennes, la Première ministre s’en est prise particulièrement à François Hollande le 10 mars 2017 : « Je serais donc censée prendre au sérieux le chantage d’un dirigeant dont la popularité est à 4 %, et qui ne sera bientôt plus président ? ».
Espérant faire retomber la tension lors du changement de majorité, le président Duda espère un « reset » des relations franco-polonaises avec l'élection d'Emmanuel Macron. En réalité, il craignait que l'élection de ce dernier ne fasse qu'aggraver les tensions entre les deux pays, Macron ayant ciblé pendant la campagne le fait que la Pologne bénéficiait d'une forme de dumping social permis par le marché unique européen alors que dans un même temps, son gouvernement ne cessait de provoquer ces institutions.

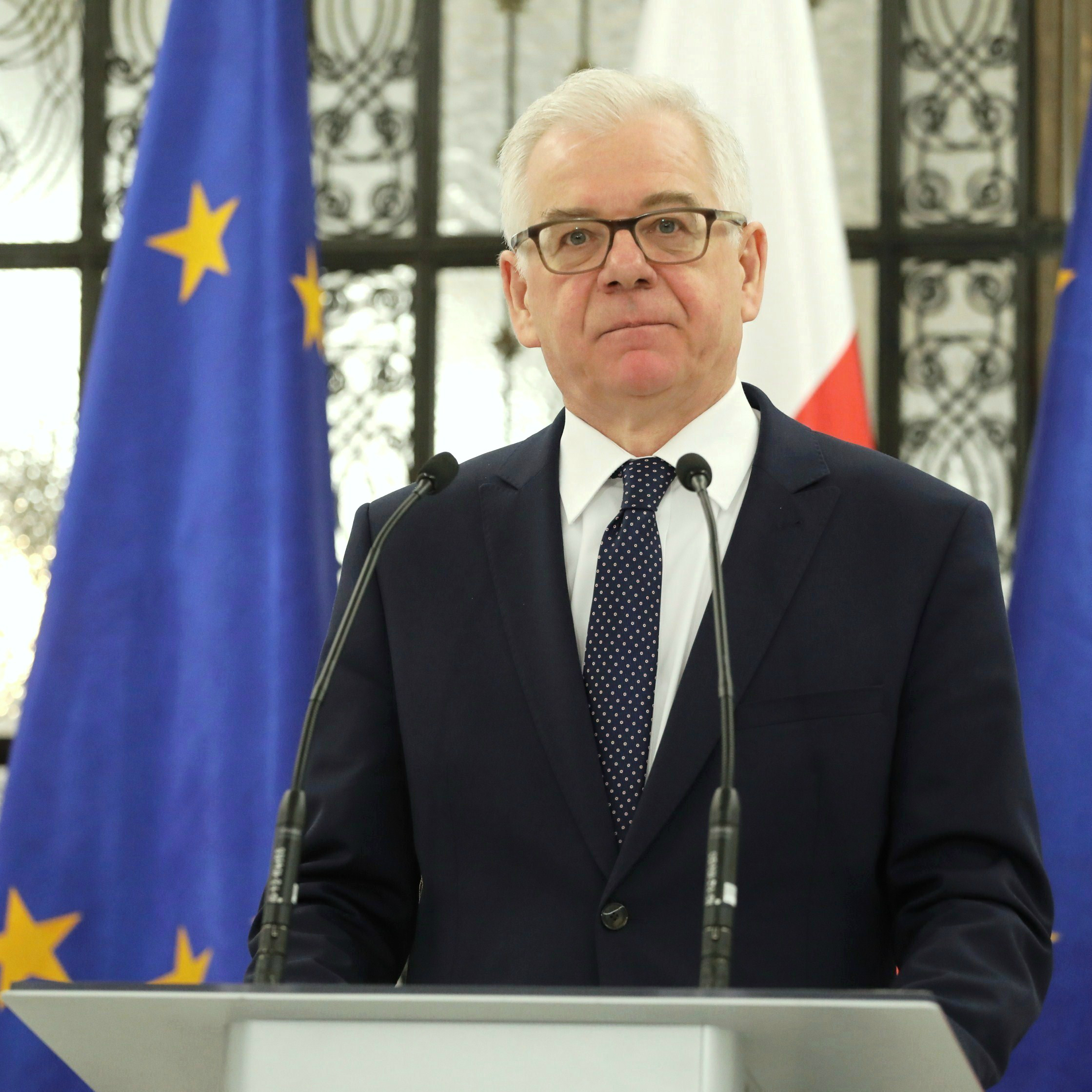
Jacek Czaputowicz, le ministre polonais des Affaires étrangères

C'est lors d'une tournée européenne, alors qu'il tente de convaincre ses partenaires européens de reformer la directive des travailleurs détachés, qu'il s'en prend davantage à la Pologne, renforçant ce statut de « passager clandestin » en Europe :

« La Pologne n'est en rien ce que définit le cap de l'Europe. Le peuple polonais mérite mieux que cela. [La Pologne] se met en marge et décide d'aller à l'encontre des intérêts européens sur de nombreux sujets, or l’Europe s’est construite pour créer de la convergence, c’est le sens même des fonds structurels que touche la Pologne. L'Europe s’est construite sur des libertés publiques qu’enfreint aujourd’hui la Pologne. Cet État a décidé de s’isoler. »

— Emmanuel Macron, 25 août 2017
Ces propos très virulents envers le gouvernement en place en Pologne ont logiquement été très mal reçu à Varsovie. La Première ministre a pointé le manque d'expérience certain d'Emmanuel Macron. Elle a aussi souligné que la Pologne devait être traitée au même titre que la France, comme un membre de l'Union européenne, sans qu'un membre puisse briser l'équilibre existant. Le gouvernement polonais se défend de vouloir mettre la Pologne à l'écart de la construction européenne. Il déclare au revanche vouloir faire entendre la voix de la Pologne dans les discussions, sans subir les ingérences de Bruxelles, de l'Allemagne ou de la France. Les directives de l'UE ne doivent pas aller à l'encontre des intérêts polonais. Cette doctrine s'est particulièrement manifestée par le refus de la Pologne d'accepter d'accueillir un quota de réfugiés décidé au niveau européen.
En décembre 2018, après qu'un attentat contre le marché de Noël de Strasbourg a fait cinq morts dont un Polonais et que le gouvernement polonais a de nouveau été la cible de critiques du gouvernement d'Emmanuel Macron, le ministre polonais des Affaires étrangères déclare que la France est « l'homme malade de l'Europe » et que ses « problèmes causent du tort à l'Union européenne ». De nouveau, en 2023, après les émeutes consécutives à la mort de Nahel Merzouk, le président du Conseil des ministres Mateusz Morawiecki souligne le contraste entre les « scènes de chaos » présentes dans des villes françaises et la quiétude des villes polonaises. Partisan d'une grande fermeté en matière migratoire, il établit clairement « un lien entre les émeutes dans l'Hexagone et la porosité des frontières européennes »,.
En avril 2022, dans un entretien au Parisien, Emmanuel Macron suscite la colère de Varsovie en accusant son homologue polonais d’être antisémite et d’extrême droite.

## Relations économiques

### Historique des relations économiques

#### Fin duXIXesiècle: Entrée des capitaux français en Pologne

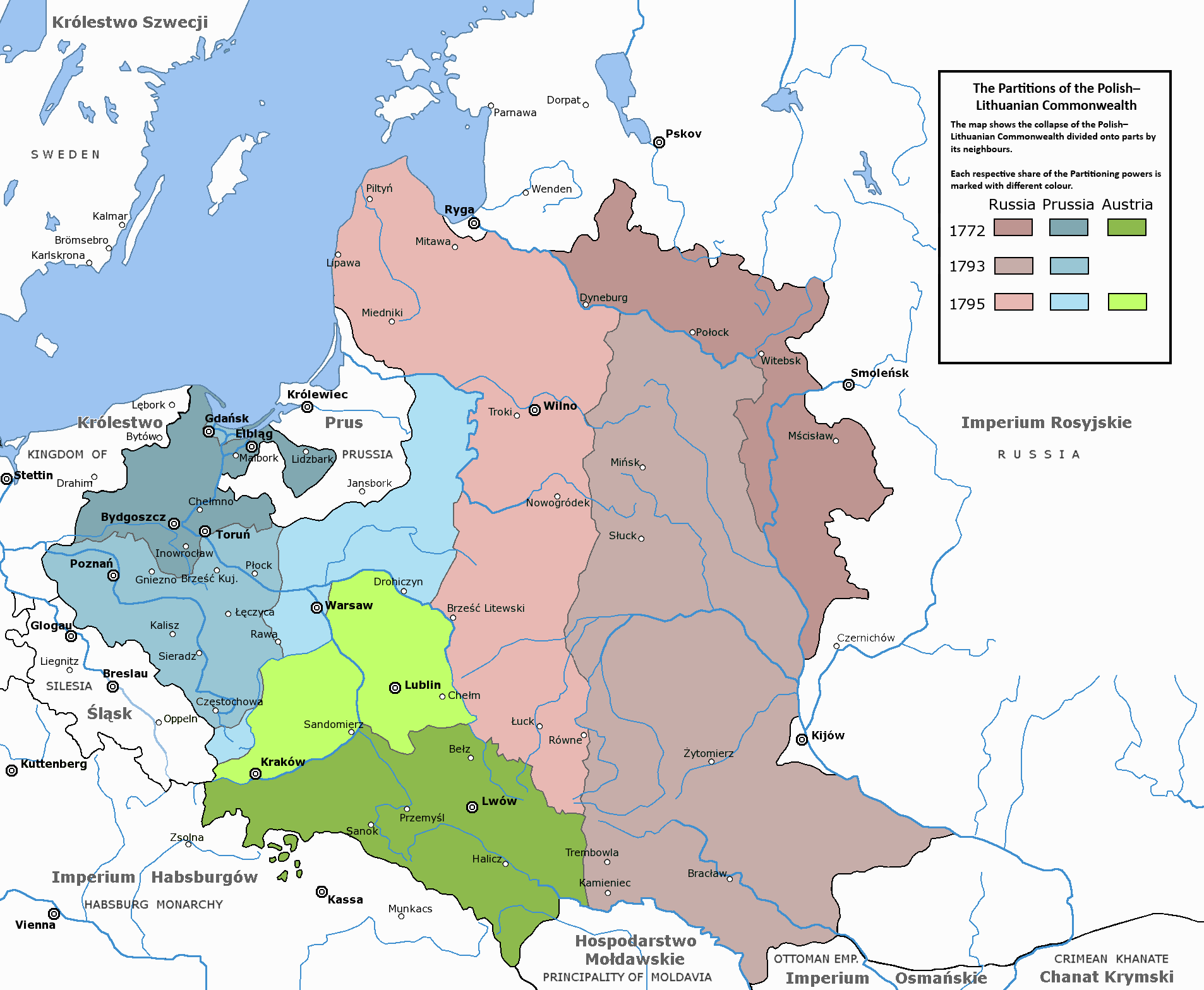
Partition de la Pologne

Malgré l'absence d’État polonais à la fin du XIXe siècle (le pays ayant été envahi et partagé entre trois territoires : Allemagne, Autriche-Hongrie, Russie), on note l'arrivée massive de capitaux français sur son sol. Le contexte politique n'était pas favorable pour investir en Allemagne et en Autriche-Hongrie, en revanche, en raison de l'alliance franco-russe, la Pologne russe devenait un territoire favorable aux investissements. À l'aube de la Première Guerre mondiale, les investissements français représentaient 383 millions de francs, répartis dans les industries lourdes, le textile et l’électricité.

#### 1919-: Accroissement de l'influence économique française en Pologne
Au sortir de la Première Guerre mondiale, la France veut renforcer son influence économique en Europe centrale. D'après Christophe Laforest, cette stratégie qui mêlait des intérêts politiques et économiques poursuivaient trois buts. :
1. Profiter des conditions de l'après guerre et tirer de la Pologne des avantages, tout en affaiblissant l'influence de l'Allemagne dans cette région ;
2. Créer une alliance forte avec la Pologne, une relation de dépendance utile aux intérêts français ;
3. Stabiliser l'économie polonaise afin de stabiliser sa situation politique.

Ces investissements font de la France, le premier investisseur étranger en Pologne à cette période.
Les efforts français se concentrèrent sur trois secteurs :

##### Secteur minier

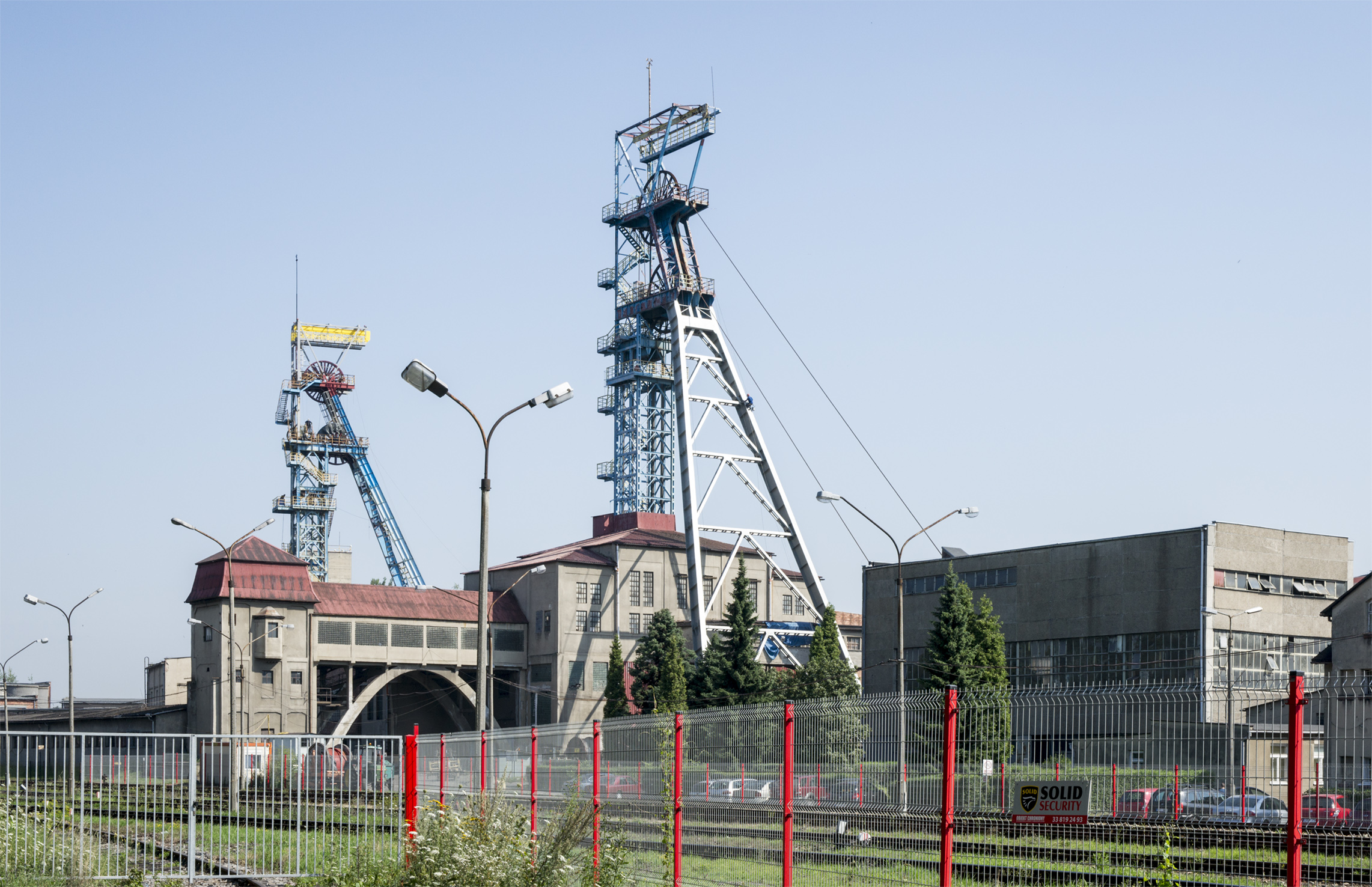
Mines en Silésie.

Les investisseurs français avaient déjà fondé des entreprises au début du siècle dans ce secteur. Cependant, les lendemains de la Première Guerre mondiale, leur offraient de nouvelles opportunités pour étendre leur influence, notamment dans les mines de Silésie et les puits de pétrole de Galicie. En effet, la Pologne grâce au traité de Versailles avait fait d'importantes acquisitions territoriales sur l'Allemagne, et le traité lui donnait l'autorisation de racheter les entreprises allemandes présentes sur son territoire. En manque de liquidité, l’État polonais fit donc appel aux capitaux français pour réaliser ces projets et pour s'associer avec l’État polonais en leur apportant les capitaux utiles aux rachats d'entreprises. Les résultats de ces opérations furent cependant assez décevants.
En ce qui concerne la Galicie, les capitaux français s'emparèrent de la majorité des entreprises pétrolières polonaises, poussées par les autorités françaises désireuses de garantir une indépendance énergétique à la France. Encore une fois, les résultats furent décevants en raison de divergences d’intérêts entre le gouvernement français et les entreprises privées. Le pétrole galicien ne représenta que 1 % des importations de pétrole françaises durant l'entre-deux-guerres.

##### Industrie d'armement
Le 19 février 1921, une convention militaire est signée entre les gouvernements polonais et français. La Pologne s'engage à moderniser son armée (augmentation des effectifs, unification de l'armement sur la base des types français) et la France s'engage à accorder un crédit de 400 millions de francs (pour un coût total de 1 200 millions de francs).
Ces capitaux gouvernementaux permirent de réels progrès de l'armée polonaise, et notamment dans l'aviation. L'armée de l'air polonaise comptait dès 1925, 1100 avions commandés en France ou construits dans des usines polonaises (sous assistance technique et financière française).

##### Industrie des travaux publics

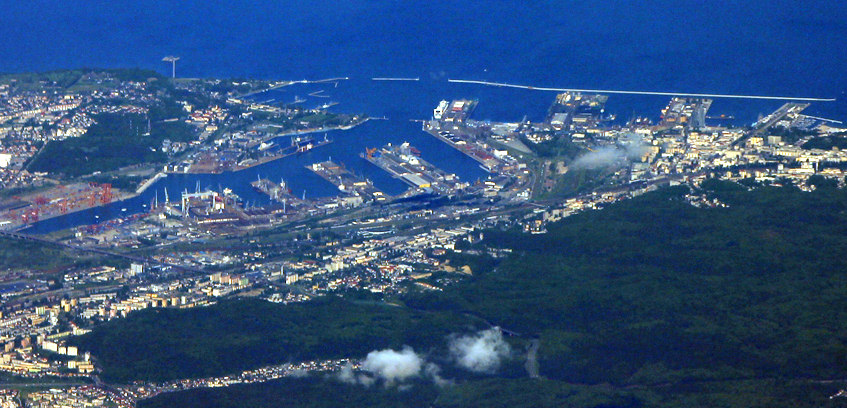
Le port de Gdynia aujourd'hui.

Le traité de Versailles dotait la Pologne d'un étroit accès à la mer : le couloir de Dantzig. Tandis que la ville de Dantzig était une ville libre sous la tutelle de la SDN, son port était mis à la disposition de la Pologne, répondant ainsi à l’intérêt de pouvoir disposer d'un grand port national. Cependant, très vite en raison de conflits récurrents entre les autorités de Dantzig et polonaises et à cause de l'insuffisance du port de la ville en termes de tonnage, la Pologne décida de construire un second port à Gdynia qui n'était qu'une petite ville d'à peine 3 000 habitants.
Pour mener à bien ce projet, un consortium d'entreprises belges, danoises et polonaises fut créé en 1923. La France craignant d'être évincée d'un tel projet aux enjeux diplomatiques et économiques forts, poussa pour que Schneider et la Société de Construction des Batignolles intègrent le consortium et que l'entreprise danoise n'en soit plus.
Le consortium financé en grande partie par des banques françaises, fit aussi appel au Trésor français pour garantir des prêts à long terme. Le port de Gdynia devint en 10 ans un grand port de la Baltique dépassant celui de Dantzig.
Un autre projet de grande envergure fut réalisé durant l'entre deux guerres par des entreprises françaises avec un soutien de l’État français: il s'agissait de la ligne de chemin de fer reliant la Haute-Silésie et la Baltique. C'est en 1931 que le gouvernement polonais accorde à la Compagnie franco-polonaise de Chemin de Fer, dans laquelle Schneider et la Société générale d'entreprise (ex Vinci) s'étaient associés à la Banque des Pays du Nord, l'autorisation de construire et d'exploiter pendant 45 ans la ligne ferroviaire.
Là aussi, les banques françaises étaient réticentes à s'engager sur un tel projet sans de meilleures garanties. Le gouvernement français ne pouvant pas s'engager une seconde fois, fit pression sur les banques françaises pour ne pas reculer sur le financement du projet. Malgré les difficultés, la ligne fut terminée avant la guerre.

#### Octobre 1995: Premier supermarché E.Leclerc en Pologne (Varsovie)

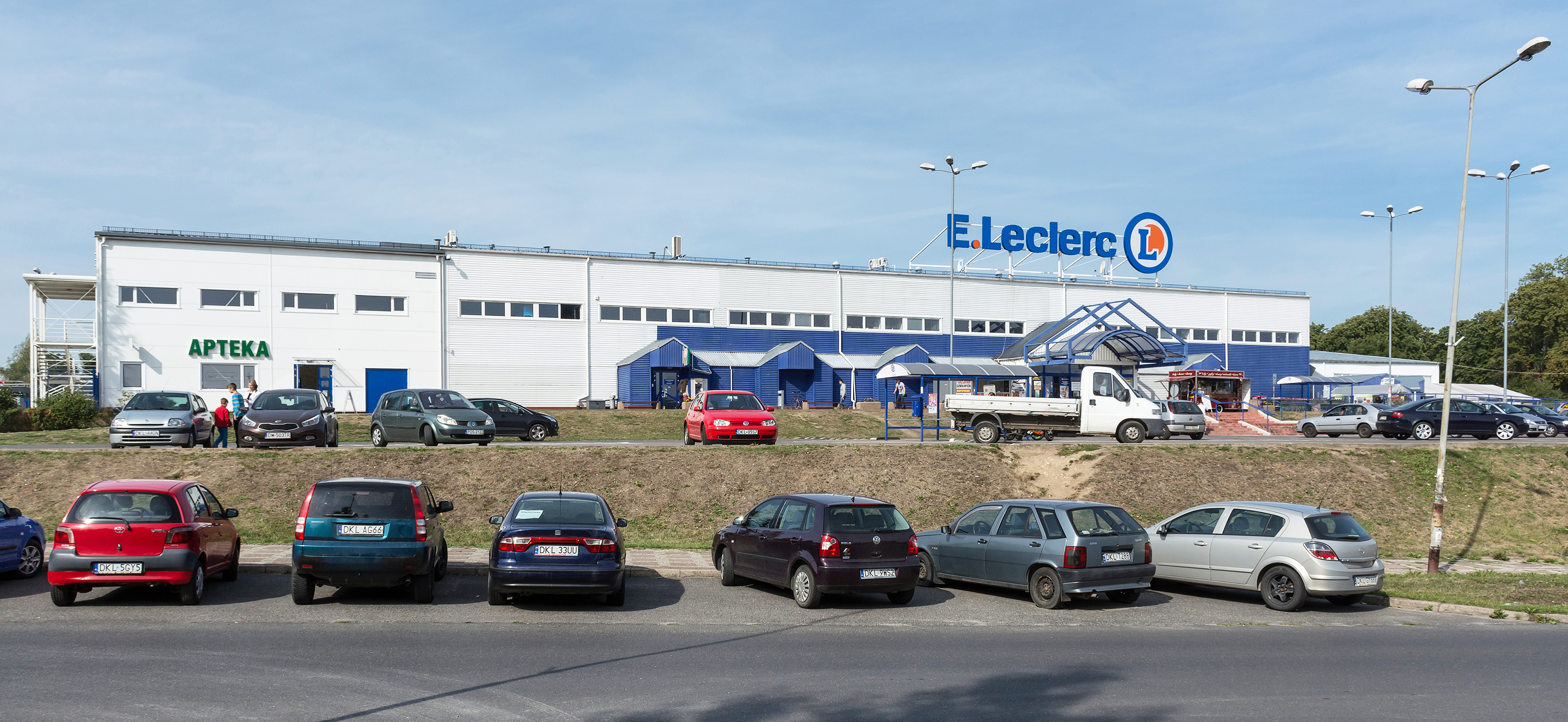
Un supermarché E.Leclerc à Kłodzko.

À la suite de la chute du système communiste, et suivant l’élection de Lech Walesa à la présidence de la République fin 1990. Le mouvement E.Leclerc se rend en Pologne pour y signer une convention de coopération avec le gouvernement prévoyant le développement d'un réseau E.Leclerc. La Pologne est intéressante à juste titre : en tant qu'ancien pays communiste, elle ne connaît pas la société de consommation, ni la libre entreprise, et surtout, elle n'est dotée d'aucun circuit de consommation. Les perspectives sont donc larges pour une entreprise de grande distribution déjà implanté dans de nombreux pays européens.
La coopération se concrétise dès 1991, par la formation de stagiaires polonais dans ces centres de formation du groupe. En octobre 1995, un premier magasin E.Leclerc ouvre ses portes à Varsovie, dans un entrepôt de 2 000 m2 initialement lieu de stockage à la société d’exploitation du métro varsovien. Les ouvertures vont ensuite s'enchainer accompagné par un franc succès de la clientèle. Par la suite, les magasins vont progressivement commercialiser des produits aux marques de l'enseigne, produits en Pologne ou importés.
Fin 2014, le réseau compte 43 magasins, pour une surface totale de vente de 136 000 km2.

#### 4 décembre 1995: Michelin s'implante à Olsztyn
En 1995, le gouvernement polonais décide de privatiser le fabricant de pneumatiques polonais Stomil basé à Olsztyn. Le manufacturier qui représente 15 % du marché des pneumatiques pour voitures, 65 % de celui des camions et 70 % pour celui des tracteurs avait réalisé en 1994 un chiffre d'affaires de 136 millions de dollars. Michelin souhaitant s'implanter davantage dans cette région depuis la chute du système communiste, après avoir ouvert sa première agence à Varsovie en 1994, s'est emparé de 52 % du capital de l'entreprise pour une valeur de 110 millions de dollars aux dépens de son concurrent allemand Continental. Prévoyant de conserver les emplois du site, et promettant d'investir 150 millions de dollars dans les prochaines années, Michelin compte aussi pouvoir bénéficier de l'important réseau de distribution de Stomil sur le territoire.
Progressivement, Michelin s'emparera du reste des parts des usines d'Olsztyn, tout en agrandissant grandement les capacités de production (investissement de 253 millions d'euros en 2005, pour une production estimée de trois millions de pneumatiques par an). En 2003, le chiffre d'affaires de l'entreprise est estimé à 387 millions d'euros.

#### 25 mai 2000: France Télécom entre au capital de Telekomunikacja Polska

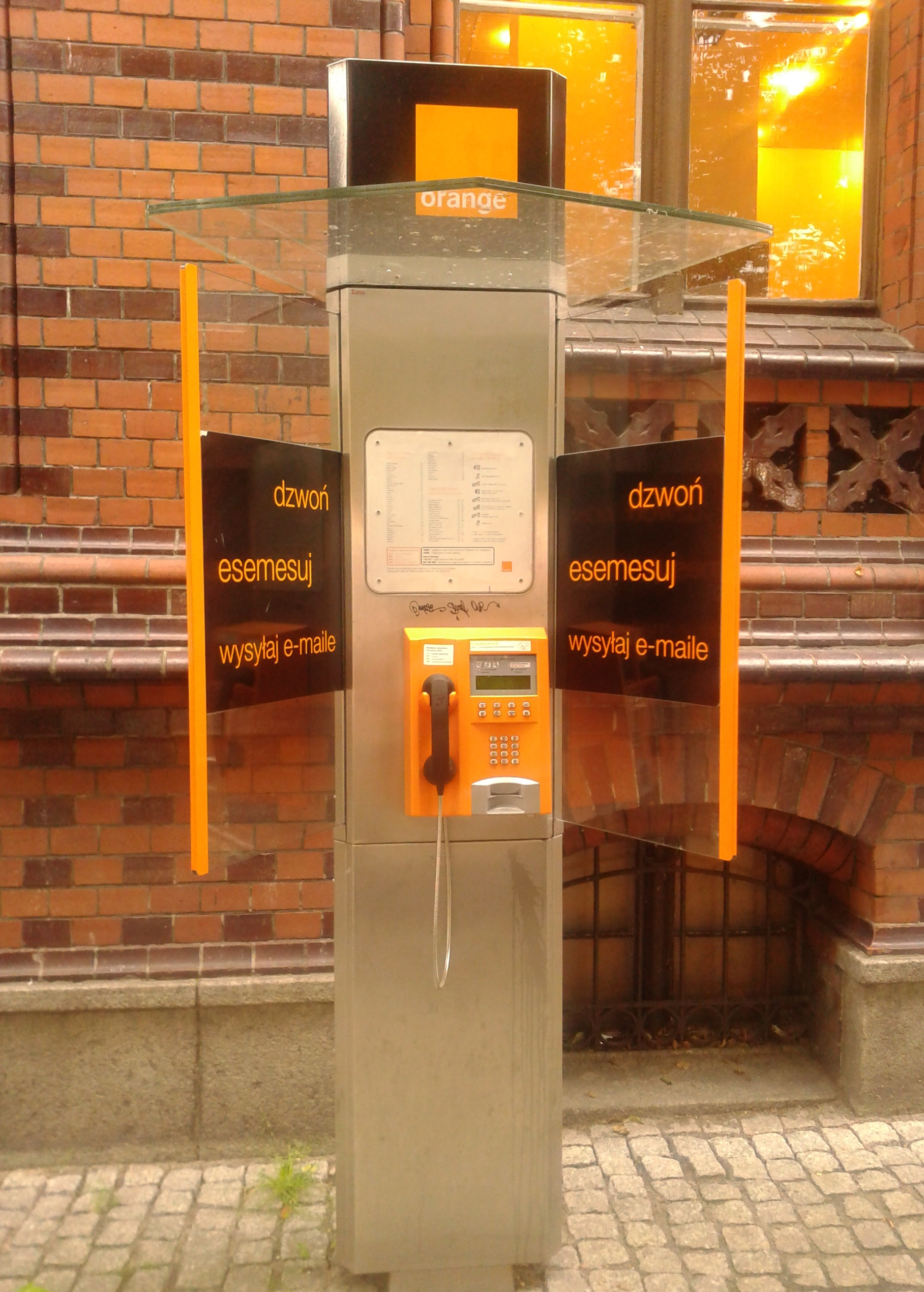
Une cabine téléphonique Orange en Pologne.

Le 25 mai 2000, France Télécom est retenue pour négocier l'achat de 35 % du capital de l'opérateur polonais TPSA. C'est pour l'époque le plus grand dossier de privatisation jamais réalisé en Europe de l'Est. TPSA est l'opérateur historique en Pologne, issu de l'ancien monopole d'État de l'ère communiste. Créé en 1991, l'État polonais détient 100 % des parts jusqu'en 1998, année où il décide d'ouvrir le capital à la bourse de Varsovie. L'objectif est de céder 35 % des parts à une entreprise privée. En 2000, TPSA jouit d'une position dominante malgré l'ouverture progressive à la concurrence. L'entreprise revendique alors neuf millions d'abonnés et des bénéfices en hausse constante. Le prix de départ avait été fixé à cinq milliards de dollars par l'État polonais. Ainsi, l'offre de France Télécom, associée dans cette affaire avec le groupe du milliardaire polonais Kulczyk Holding, de trois milliards de dollars, est dans un premier temps (en décembre 1999) jugée insuffisante. C'est donc avec une offre réajustée de quatre milliards de dollars, battant celle des Italiens de Telecom Italia, que France Télécom remporte cette acquisition (France Télécom acquiert 25 % des parts, tandis que Kulczyk Holding en acquiert 10 %).
Avec cette vente, le marché des télécoms polonais est quasiment passé sous la tutelle des entreprises françaises puisque France Télécom détient déjà 33 % de Centertel (le troisième opérateur de téléphone mobile polonais avec 1,2 million d'abonnés) aux côtés de cette même TPSA (66 %), et Vivendi, a aussi racheté pour plus d'un milliard de dollars d'actions de la société Elektrim Telekomunikacja (ET), qui contrôle notamment 44 % du marché polonais du mobile et possède une licence pour le fixe dans l'agglomération de Varsovie
En 2001, France Télécom augmente sa participation à 49,79 % et renomme la compagnie en 2005, celle-ci devient « Orange Pologne ».

#### 28 décembre 2002: L'«affaire des F-16»

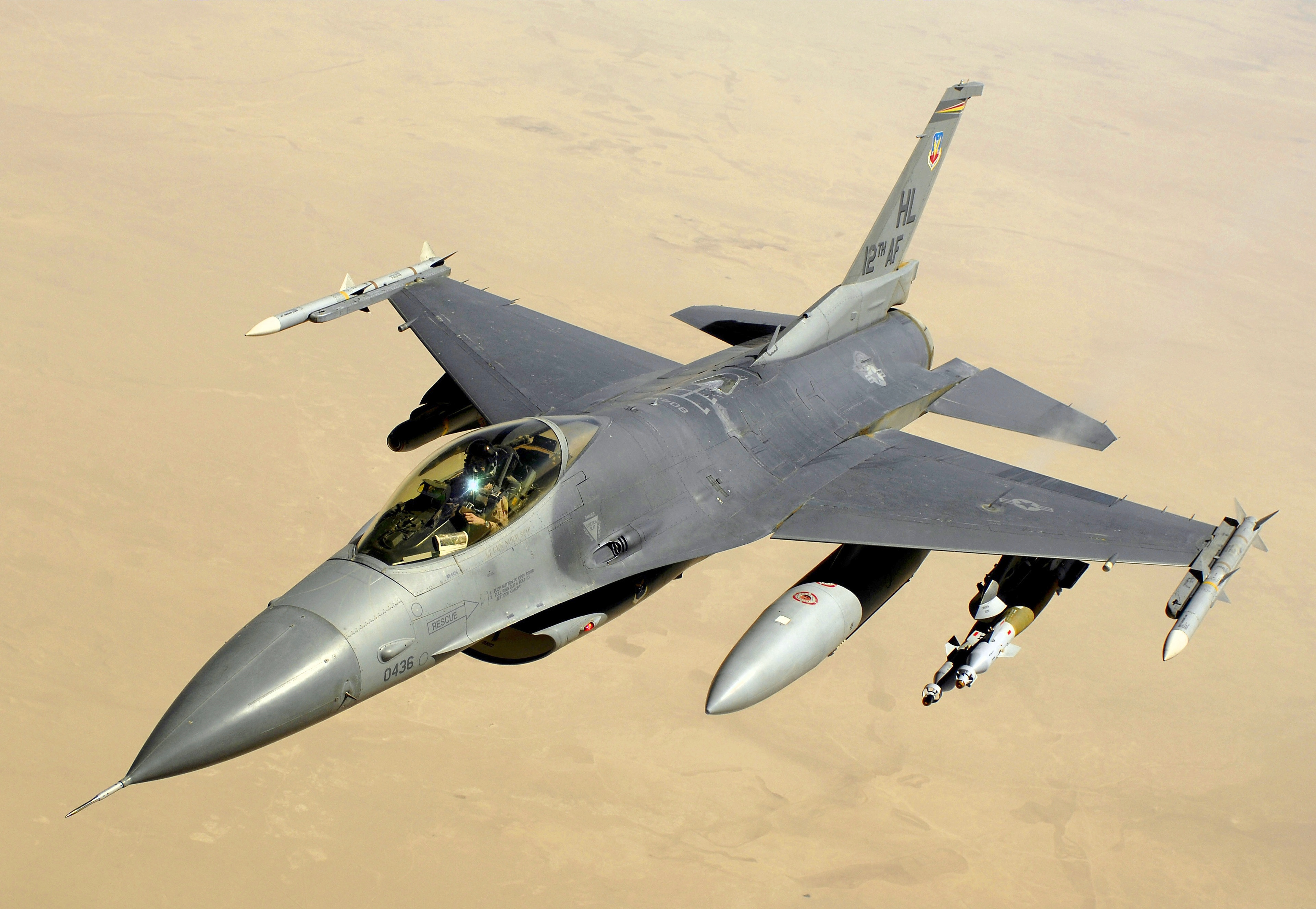
Un F-16 de Lockheed.

Le 28 décembre 2002, la Pologne, membre de l'Otan depuis 1999 et alors candidate à l'Union européenne, choisi d'acheter quarante-huit chasseurs F-16 à l'Américain Lockheed Martin pour son aviation militaire. Le grand perdant de cette histoire est le Français Dassault, qui était candidat à ce marché de 3,5 milliards de dollars avec son Mirage 2000-5. La décision du gouvernement polonais est d'autant plus surprenantes que la Pologne est sur le point d'adhérer à l'UE au 1er janvier 2004, cette affaire prendra rapidement de fait une tournure politique au sein de l'UE. En effet, nombreux sont les observateurs à s'interroger sur l'attitude pro-américaine de la Pologne face à l'Europe qui lui ouvre ses portes. Charles Edelstenne PDG de Dassault en est le premier à s'offusquer : « Les Polonais étant très tentés par l'Otan, peut-être un peu plus que par l'Europe. »

#### 11 février 2014: L'enseigne Auchan se renforce en Pologne

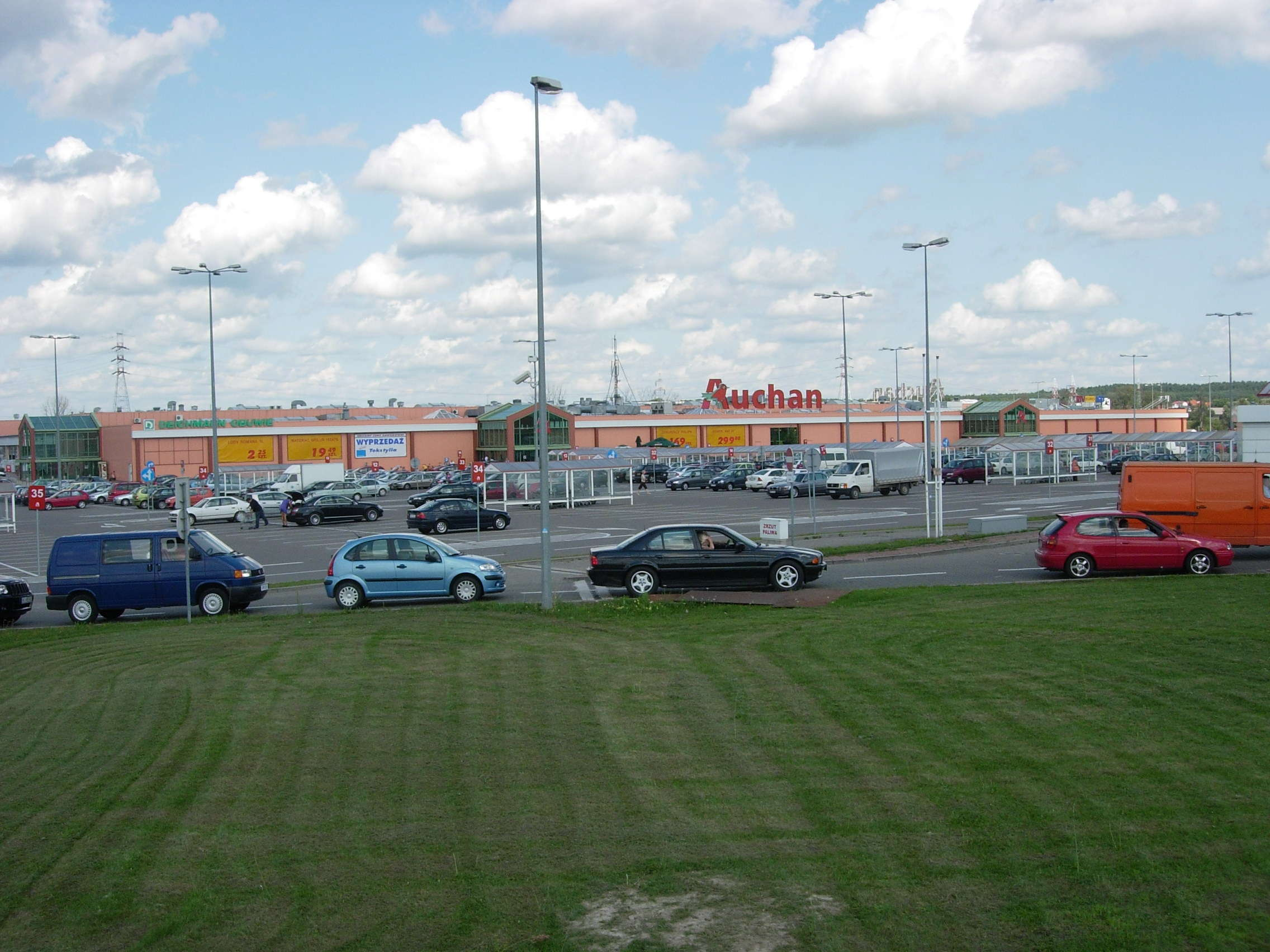
Un supermarché Auchan en Pologne à Białystok.

Le 11 février 2014, l'enseigne de grande distribution française Auchan déclare que les autorités polonaises ont validé le rachat par Auchan des hypermarchés Real de l'allemand Metro. Cet accord avait été signé en 2012 et attendait le feu vert des autorités locales de la concurrence. Pour une somme de 1,1 milliard d'euros, l'enseigne Auchan devient propriétaire des 95 hypermarchés Real d'Europe centrale et d'Europe de l'Est, ainsi que de treize galeries marchandes (notamment 57 hypermarchés en Pologne, 16 en Russie, 2 en Ukraine et 20 en Roumanie). Cette transaction aura permis à Auchan de doubler sa présence en Europe centrale et de l'Est. La Pologne représente le gros du marché (malgré le fait qu'Auchan devra céder huit magasins sur le lot des cinquante-sept, sur recommandation de l'autorité à la concurrence).
Avec ce rachat, Auchan disposait alors de 86 hypermarchés en Pologne, devenant le troisième pays au monde après la France et la Chine, pays où son implantation est la plus forte. Il s'agissait de la plus grosse transaction du groupe depuis 1996. Avec les 11 000 emplois de Real, Auchan comptait désormais 22 000 employés en Pologne.

#### 24 janvier 2017: L'«affaire Whirlpool»
Le fabricant américain d’électroménager Whirlpool, dans le cadre d’une restructuration de ses activités européennes dans ce segment, annonce le 24 janvier son intention de cesser la production de sèche-linges dans son usine française d'Amiens au 1er juin 2018, pour la délocaliser en Pologne dans son usine de Łódź.
D'ici juin 2018, la délocalisation de la production de sèche-linge entraînera la suppression de 290 emplois directs, auxquels s'ajoutent des dizaines d'intérimaires, ainsi qu'une soixantaine de postes du sous-traitant Prima. Cette affaire, née au cœur de la campagne présidentielle française a pris une tournure politique et est devenue un symbole de la course à la compétitivité que se livrent les pays de l'Union européenne et le dumping social qui peut avoir lieu dans les pays d'Europe de l'Est. Outre le débat de politique nationale, cette affaire a fait ressortir les tensions politiques et économiques entre les deux pays. Le futur président, et au moment des faits candidat à la présidence, Emmanuel Macron déclarera dans la presse locale : « Dans les trois mois qui suivront mon élection, il y aura une décision prise sur la Pologne. Je mets ma responsabilité sur la table sur ce sujet, a-t-il prévenu. On ne peut pas avoir un pays qui joue des écarts fiscaux sociaux au sein de l’Union européenne et qui est en infraction avec tous les principes de l'Union. » Il fait ainsi référence à la procédure de sanction de la part de la Commission européenne contre les réformes jugées anti-démocratiques de l'État polonais. Ce que le ministre des affaires européennes, Konrad Szymanski, qualifia de « populisme à l'état pur ».

#### 19 mai 2017: La cession d'EDF Polska
Le 19 mai 2017, le groupe français EDF annonce avoir signé un accord pour céder à PGE Polska Grupa Energetyczna ses activités dans le charbon et le gaz en Pologne (EDF Polska), valorisées à près de 1,4 milliard d'euros (6,1 milliards de Złotys).
PGE étant une société contrôlée par l'État polonais, et étant le principal producteur d’électricité en Pologne s'était positionné pour racheter les parts d'EDF Polska et ce afin de garantir l'indépendance énergétique du pays. À ce titre, les autorités avaient même bloqué la cession fin 2016 des actifs de cogénération (chaleur et électricité) au fonds australien IFM Investors et les actifs de la centrale à charbon de Rybnik (électricité) au groupe tchèque EPH.
EDF prévoit par ailleurs de maintenir une présence en Pologne, via ses filiales EDF Renouvelables et Dalkia.

### Caractéristiques des économies françaises et polonaises

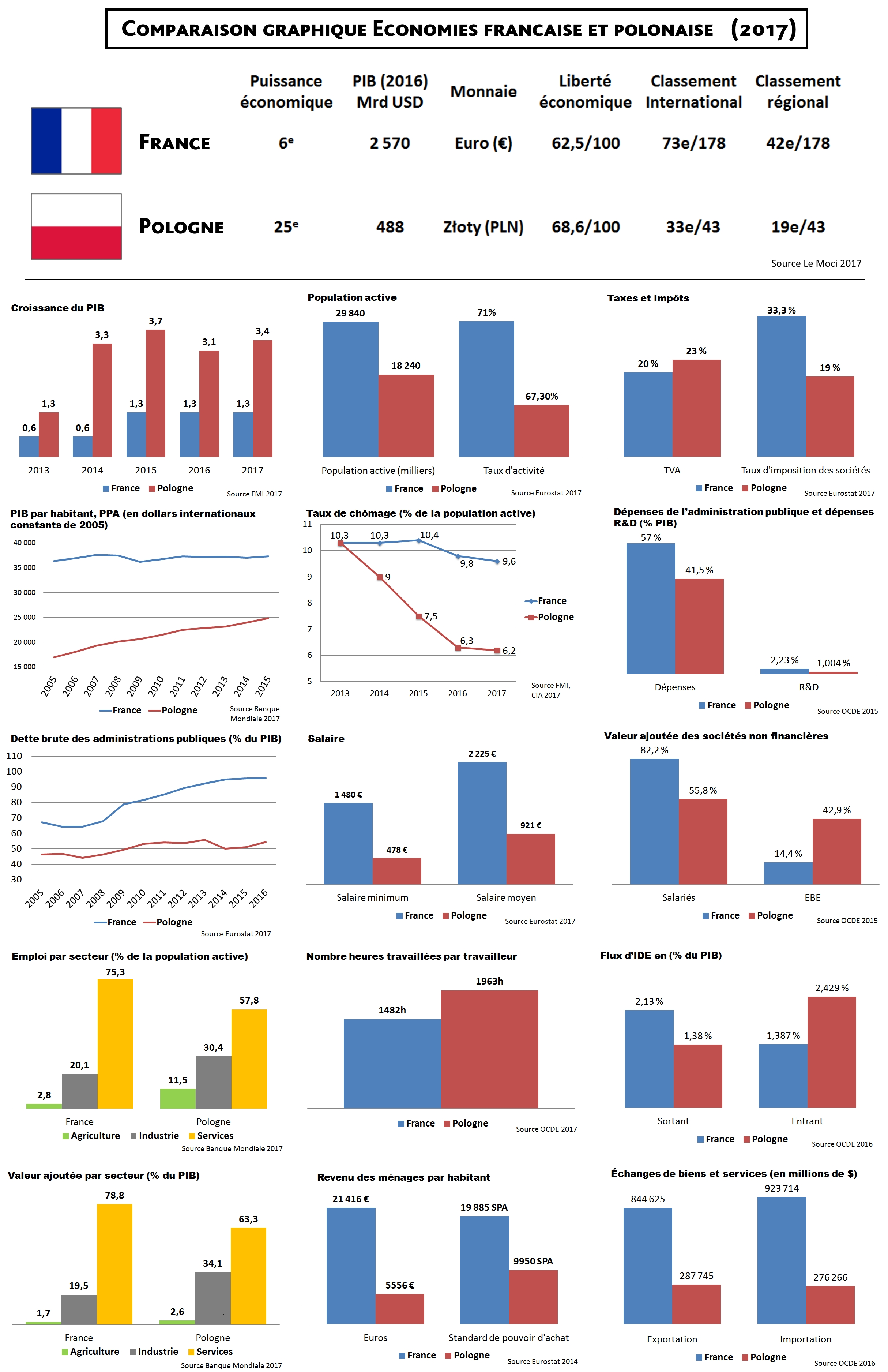
Comparaison graphique économies française et polonaise

#### Économie polonaise
Depuis la fin de la guerre froide et son entrée dans l’économie de marché, la Pologne n’a cessé de s’ouvrir vers l’extérieur et se rapprocher des autres États européens. Membre de l'OMC depuis 1995, de l’OCDE depuis 1996 et de l’Union européenne depuis 2004, elle est depuis son adhésion, l’une des économies les plus dynamiques d’Europe centrale et orientale.
La robustesse de son économie s’est particulièrement manifestée et montrée en exemple par les dirigeants européens, lors de la crise de 2008, lorsqu’elle était le seul État de l’UE, à afficher un taux de croissance positif (+2,8 % en 2009). La Pologne, pour sa position en Europe et son grand marché intérieur (38,4 millions d’habitants) est perçue comme un marché incontournable et une porte d’entrée idéale vers les économies d’Europe centrale et orientale.

##### La Pologne, la «bonne élève de l’Europe»: une économie dynamique
La Pologne, selon la Commission Européenne, est l’économie qui a connu le taux de croissance moyen depuis son accession le plus élevé de l’Union européenne en 2004 (3,93 %), seulement égalé par la Slovaquie (4,01 %). De plus, cette croissance semble durable, puisqu’elle a d’une part été la seule économie à afficher un taux de croissance positif en 2009, et d’autre part ne semble pas trop pâtir des sanctions de l’UE en direction de la Russie.
L’économie polonaise est ainsi jugée comme une bonne élève de l’Europe, notamment lorsqu’on la compare avec les 9 autres pays qui ont adhéré en 2004 à l’Union européenne. Elle représente à elle seule 36,4 % du PIB de cet ensemble en 2015.
Ce dynamisme matérialisé par la croissance économique s’explique par un processus important de modernisation et transformation de son économie lancé à la suite de la chute du régime communiste. Elle a bénéficié de l'augmentation de la demande extérieure et de la demande intérieure, soutenue par les investissements. On peut désormais observer une convergence progressive de son économie vers celles de ses partenaires d’Europe occidentale. Son PIB par habitant à parité de pouvoir d’achat est passé de 49 % de la moyenne des 28 États de l’UE en 2004, à un seuil de 70 % en 2015. Son stock d’IDE quant à lui, a plus que quadruplé en une dizaine d’années. En effet, la Pologne est considérée comme faisant partie des pays les plus attractifs d'Europe en termes d'IDE, en raison notamment, en plus des éléments déjà cités, d'une main d’œuvre qualifiée, disciplinée et bon marché et d'une fiscalité attractive pour les entreprises.
Ainsi, l'économie peut se reposer sur un secteur des services en constant développement et une large base industrielle (26,1 % de la valeur ajoutée), spécialisée notamment dans la transformation de produits intermédiaires, exportés par la suite vers les pays de l’Europe occidentale. Enfin, le pays a été un des plus grands bénéficiaires des transferts communautaires liés aux programmes européens de cohésion. Ces fonds structurels (68 Mds € de fonds régionaux, 13,8 Mds € de PAC, et 8,7 Mds € au titre d'aide au développement rural sur la période 2007-2013) soutiennent la modernisation des infrastructures, l'innovation, la recherche et l'investissement public en général.

##### Un partenaire commercial majeur en Europe centrale orientale
La Pologne est le plus gros marché de l'Europe centrale et orientale avec plus de 38 millions d'habitants. Par ailleurs, elle constitue aussi une porte d'entrée indispensable pour les investisseurs et les entreprises vers les autres pays de la région. Elle n'a donc pas échappé à l’intérêt des grandes puissances et entreprises industrielles européennes. En 2014 et 2015, les flux entrants net d'IDE battaient des records dans l'histoire économique du pays. Bénéficiant d'une main d’œuvre parmi les moins cher de l'UE et d'une industrie dynamique, l'économie polonaise s'est spécialisée dans les réexportations de biens intermédiaires et dans les produits chimiques. Le secteur agro-alimentaire pousse aussi cette économie vers le haut avec une forte compétitivités dans les secteurs laitiers, de la viande, des fruits et des légumes transformés. En raison de ces bons résultats, en 2015, la balance commerciale et la balance courante du pays sont devenus excédentaires. L'Allemagne reste le premier fournisseur (22,9 % des importations), devant la Chine (11,6 %), la Russie (7,3 %), l’Italie (5,4 %), les Pays-Bas (3,8 %) et la France (3,8 %). Pour ce qui est des exportations, l'Allemagne est aussi le premier client (27,1 %), suivi du Royaume-Uni (6,7 %), de la Tchéquie (6,6 %), de la France (5,5 %) et de l’Italie (4,8 %).

### Caractéristiques des relations économiques

#### Échange de biens entre la France et la Pologne
La Pologne est le premier partenariat économique et commercial de la France en Europe de l'Est. Les échanges bilatéraux de bien sont en continuelle croissance pour atteindre un total de 16,7 Mds d’euros en 2015. Depuis 2008 le solde commercial de la France est négatif. 2014 marquait une amélioration, confirmée par l'année 2015 qui voit le déficit commercial s’élever à -1,2 Mds€. En effet en 2015, les exportations françaises en Pologne s’élevaient à 7,7 Mds € et les importations polonaises en France à 8,98 Mds €. Cette progressive résorption s'explique en partie par un différentiel de conjoncture (1,1 % de croissance du PIB en France en 2015 contre 3,6 % en Pologne). Ainsi les importations françaises en provenance de la Pologne progresse moins vite que les exportations.

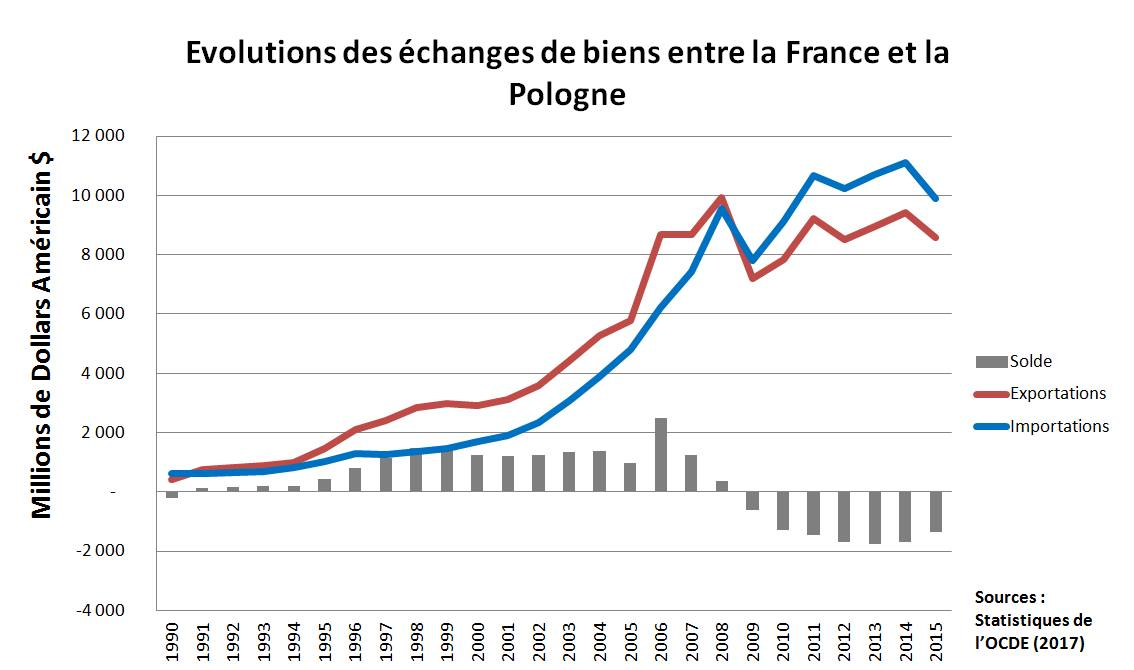
Représentation graphique des échanges de biens entre les deux pays, ainsi que le solde commercial français.

La France est le sixième fournisseur de la Pologne avec une part de marché de 3,8 % (derrière, par ordre d’importance, l’Allemagne, la Chine, la Russie, l’Italie et les Pays-Bas). Elle reste loin derrière l'Allemagne qui représente 22,9 % des parts de marché. Elle est aussi le quatrième client de la Pologne avec 5,6 % des exportations polonaises qui y sont destinées (derrière l’Allemagne, le Royaume-Uni et la Tchéquie).
Côté français, la Pologne est le dixième marché français avec une part de 1,73 % dans nos exportations et le dixième fournisseur
La France dégage des excédents dans les secteurs tels que les cosmétiques, pharmacie, agricole, équipement électrique et industriel et produits métallurgiques, tandis que l’automobile, l’électronique, l’électroménager et surtout l’agroalimentaire sont les secteurs où les échanges avec la Pologne sont le plus déficitaires.

#### Investissements français en Pologne
La France est un investisseur majeur, tant en flux qu’en stock d’investissements. Il y a eu 1,4 milliard d’euros de flux provenant de France en 2014. Les entreprises françaises sont fortement concentrées dans les secteurs des télécommunications (France Télécom), de l’énergie et de la grande distribution (Carrefour, Auchan, le groupe Casino, Leclerc), les banques (Crédit agricole, Caisse d'Epargne). Plus de 900 entreprises à participation française emploient directement près de 200 000 salariés, pour un chiffre d’affaires de 28,2 Mds en 2015.

##### Entreprises françaises présentes en Pologne
- France Télécom
- Carrefour
- Auchan
- Leclerc
- Intermarché
- Leroy Merlin
- Crédit Agricole
- BNP
- Décathlon
- EDF
- Veolia

## Relations diplomatiques

### Ambassades et représentations diplomatiques

#### Représentation française
- Ambassade de France en Pologne à Varsovie (ambassadeur : Pierre Levy)
- Consulat général de France à Cracovie

#### Représentation polonaise
- Ambassade de Pologne en France à Paris
- Consulat général de Pologne à Lyon
- Consulat honoraire de Pologne à Tours
- Consulat honoraire de Pologne à Troyes
- Consulat honoraire de Pologne à Nice
- Consulat honoraire de Pologne à Lille
- Consulat honoraire de Pologne à Rennes
- Consulat honoraire de Pologne à Toulouse
- Consulat honoraire de Pologne à Nancy

## Relations culturelles

### Échanges universitaires
Depuis ces dernières années, de nombreux échanges Erasmus et des doubles diplômes franco-polonais ont permis à de nombreux étudiants polonais de venir en France et à des étudiants français d'aller en Pologne. Au cours de l'année scolaire 2012-2013, pour le seul programme Erasmus :
- La Pologne a accueilli 895 étudiants français (la France étant à la quatrième position des pays par provenance des étudiants)
- La France a accueilli 1 191 étudiants polonais[93] (la Pologne étant à la cinquième position des pays par provenance des étudiants).

Au total, en 2018, 2 327 étudiants polonais étudient en France selon le rapport Campus France.

### Jumelages et événements
De nombreuses communes françaises et polonaises sont jumelées entre elles. On dénombre en 2017 un total de 274 jumelages, avec par exemple :
- Lille (France) avec  Wrocław (Pologne)
- Marseille (France) avec  Gdańsk (Pologne)
- Nancy (France) avec  Lublin (Pologne)
- Rennes (France) avec  Poznań (Pologne)
- Lille (France) avec  Cracovie (Pologne)
- Saint-Étienne (France) avec  Varsovie (Pologne)
- Lyon (France) avec  Łódź (Pologne)

En France, de nombreux festivals ayant pour thème la culture polonaise sont organisés chaque année. Quelques exemples :
- Le Salon de la Pologne à  Hénin-Beaumont (France)
- Le Salon Franco-Polonais à  Oignies (France) et  Douai (France)

En Pologne, des manifestations culturelles (théâtre, concert, conférences, expositions, séminaires) sont co-organisées avec les partenaires locaux, et par les Instituts français de Varsovie et de Cracovie et les Alliances françaises réparties dans plusieurs villes dont Białystok, Bydgoszcz, Gdansk, Katowice, Lodz, Lublin, Poznań, Torun, Szczecin, Gorzow, Opole, Rzeszow, Rybnik, Walbrzych et Wroclaw.

### Francophonie en Pologne
La Pologne était considérée dans le passé comme un pays influencé par la culture et la langue française. Cette réputation a une explication historique. Au cours du XIXe siècle, et jusqu'à la Seconde Guerre mondiale, la connaissance de la culture et de la langue française étaient synonymes d'un certain prestige social au sein de l'élite et des nobles intellectuels de Pologne. Cependant, malgré cet intérêt et cette influence francophone restreint au cercle des élites, le français restait faiblement pratiqué et enseigné en tant que langue étrangère dans le reste de la société, au contraire du russe et de l'allemand, langues officielles des envahisseurs, a l'exception d'un sursaut durant l'entre deux guerres où le français fut la langue étrangère la plus enseignée.
Les suites de la Seconde Guerre mondiale, notamment les pertes nombreuses parmi cette élite, amoindriront l'influence francophone dans une Pologne où les langues occidentales étaient très peu enseignées (le français étant même moins enseigné que l'allemand et l'anglais parmi les deuxièmes langues optionnelles) et le russe une langue étrangère obligatoire. En revanche, au-delà de la langue, la culture française et notamment la chanson gardaient une certaine notoriété au sein de la société (notamment des artistes comme Edith Piaf ou Charles Aznavour).
Par la suite, le français a subi la prédominance de l'anglais dans l'enseignement et dans l'influence culturelle. Selon une étude de l'Institut des Affaires Publiques Polonais, à l'aube de l'entrée dans l'UE, les jeunes Polonais jugent que le français arrive troisième dans l'ordre des langues qui seraient « intéressantes » à connaître : anglais (95 %), allemand (71 %), français (26 %).
L'organisation internationale de la francophonie dont la Pologne est un membre observateur, dans son rapport de 2014, déclare qu'il y a 1 034 000 francophones en Pologne soit à peu près 3 % de la population.
Dans l'enseignement, le français est en quatrième position après l’anglais, l’allemand et le russe. En 2011-2012, 3 % des élèves avaient le français pour L1, et un peu plus de 5 % en L2. Cependant ces chiffres sont en baisse ces dernières années.

## Personnalités historiques
Plusieurs personnalités ont marqué l'histoire commune des deux pays et contribué leur rapprochement et la proximité culturelle qui peut être constaté aujourd'hui entre les deux pays.

### Henri de Valois (1551-1589)
Henri III, né le 19 septembre 1551 à Fontainebleau et mort assassiné le 2 août 1589 à Saint-Cloud, est roi de Pologne sous le nom d'Henri Ier (Henryk en Polonais) de 1573 à 1575 et roi de France de 1574 à 1589. Il est le dernier roi de la dynastie des Valois.
Quatrième fils du roi Henri II et de la reine Catherine de Médicis, Henri n'est pas destiné à la couronne. À l'âge de 21 ans, il se porte candidat pour le trône vacant de Pologne et le 11 mai 1573, il est élu sous le nom d'Henryk Walezy, roi de Pologne et grand-duc de Lituanie ces deux pays constituant la république des Deux nations (1569-1795). Cette élection est rendue possible par le système électoral en vigueur à cette époque en Pologne dit de monarchie élective, et de la volonté française d'affaiblir les Habsbourg en s'emparant de la couronne polonaise. Cependant son règne ne dure pas plus d'un an, puisqu'à l'annonce de la mort de son frère, décédé sans descendant mâle, il abandonne son royaume pour lui succéder sur le trône de France.
Postérité dans l'histoire française et polonaise
Henri de Valois est assez peu connu aujourd'hui en France, si ce n'est par le fait qu'il est le dernier roi de la dynastie des Valois qui régna en France pendant 250 ans. L'histoire du règne éphémère d'un roi français est davantage populaire en Pologne. D'autant que cette rencontre entre deux cultures différentes qui ne se connaissaient très peu ont marqué les élites françaises et polonaises. La Pologne avant ce voyage était très peu connue en France puisqu'elle n'était vraisemblablement citée dans aucun ouvrage. Cette situation changea au retour du d'Henri de Valois, puisque plusieurs descriptions de la Pologne suscitèrent un intérêt croissant pour ce pays considéré jusqu’alors comme lointain et exotique. Cette rencontre fut aussi à l'origine de nombreux stéréotypes sur les deux cultures qui ont perduré dans le temps. De nombreuses œuvres littéraires et artistiques polonaises ont raconté cet événement notamment l’Ode I, Au roi Henri de Valois séjournant en France du poète Jan Kochanowski ou encore le tableau La fuite de Henri de Valois de Pologne du peintre Artur Grottger. Le règne d'Henri de Valois peut être considéré comme le véritable commencement des relations franco-polonaises.

### Napoléon Bonaparte (1769-1821)
Napoléon Ier, né le 15 août 1769 à Ajaccio et mort le 5 mai 1821 sur l'île Sainte-Hélène, est un militaire, général dans les armées de la Première République française, devenu le premier empereur des Français, du 18 mai 1804 au 6 avril 1814 et du 20 mars 1815 au 22 juin 1815. Il est l'un des principales personnalités historiques de l'histoire de France, et du XIXe siècle en Europe (il est classé selon le Panthéon du MIT, comme la 21e personnalité la plus connue dans le monde et la première française)
Postérité dans l'histoire française et polonaise
S'il est partie intégrante évidente de l'histoire de France, Napoléon eu une influence importante dans l'histoire de Pologne et ce pour plusieurs raisons :
- En 1795, la Pologne est partagée en trois entre les puissances russes, prussiennes et autrichiennes. Cette disparition de l’État polonais pousse une partie de l'armée polonaise à s'exiler pour constituer des légions polonaises et d’intégrer l’armée française. Le Directoire accepte et décidera plus tard de les former et de les incorporer à l’armée d’Italie sous le commandement du général Bonaparte. Ce seront pas moins de 100 000 soldats polonais qui combattront dans la Grande Armée faisant preuve de leur bravoure, notamment lors de la bataille de Somosierra et lors de la campagne de Russie. Des noms de généraux figurent à ce titre sur l'arc de Triomphe à Paris (Józef Poniatowski, Karol Kniaziewicz, Jan Henryk Dąbrowski etc.). L'hymne national polonais, La Mazurka de Dąbrowski est d'ailleurs le seul hymne au monde dans lequel Napoléon est évoqué[100].
- À la suite de la victoire de Friedland, l'Empereur signe le traité de Tilsit, qui instaure une nouvelle répartition des zones d’influence en Europe centrale. Le duché de Varsovie  est doté d'une constitution inspirée des institutions de l’Empire français. Cette constitution garantit l’égalité de tous les citoyens devant la loi, abolit les privilèges de la noblesse ainsi que le servage. Le code civil français ou Code Napoléon est aussi introduit. Bien que le duché eut une existence brève et disparu dès la chute de Napoléon, il demeure dans l'histoire polonaise comme une parenthèse victorieuse de la nation polonaise pour faire valoir ses droits à disposer d'un État face à ses voisins. La Pologne ne retrouvera l'indépendance qu'en 1918.

### Frédéric Chopin (1810-1849)
Frédéric Chopin, né Fryderyk Franciszek Chopin, est un compositeur et pianiste virtuose franco-polonais (Français du côté de son père, polonais du côté de sa mère). Chopin est considéré comme étant l'un des plus grands compositeurs de musique de la période romantique, et l'un des plus célèbres pianistes du XIXe siècle.

### Marie Skłodowska-Curie (1867-1934)

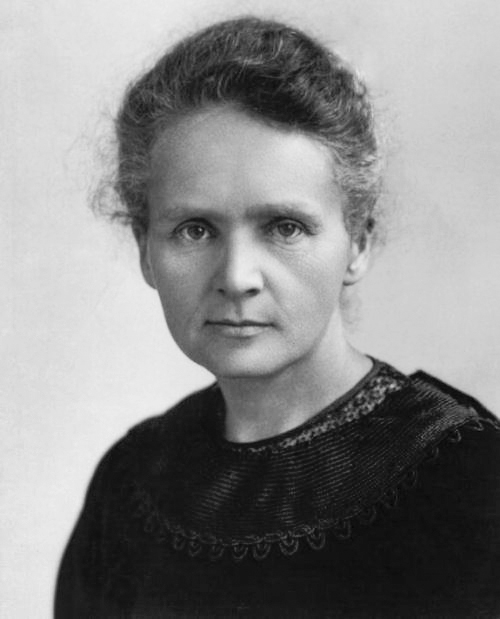
Portrait de Marie Curie en 1900.

Marie Skłodowska-Curie, née Maria Salomea Skłodowska à Varsovie au sein du royaume du Congrès (actuelle Pologne) en 1867, est une physicienne et chimiste polonaise, naturalisée française et l'épouse du scientifique français Pierre Curie. Scientifique de renommée mondiale, elle est la première femme à recevoir un prix Nobel et reste la seule femme à en avoir reçu deux dans deux domaines scientifiques distincts (prix Nobel de physique en 1903 et prix Nobel de Chimie en 1911).

#### Postérité dans l'histoire française et polonaise
La renommée de Marie Skłodowska-Curie ne s'arrête bien entendu pas à la Pologne et à la France, même si pour ces deux pays elle est l'une des scientifiques les plus reconnues et influentes de leur histoire (elle est classée selon le Panthéon du MIT, comme la quatrième personnalité polonaise la plus connue dans le monde). Son influence et sa postérité de Marie Curie demeurent visibles dans plusieurs domaines.
- La recherche scientifique et ses apports en termes de recherche sur la radioactivité, la découverte du radium et du polonium, et la détermination de la masse atomique du radium qui lui vaudront deux prix Nobel et d'autres prix scientifiques.
- La recherche médicale et notamment contre le cancer avec la création de l'Institut du radium en 1909 deviendra ensuite l'Institut Curie.
- La lutte féministe et le mouvement d’émancipation des femmes au XXe siècle aussi : Marie Curie devient la première scientifique femme à recevoir un prix Nobel, à enseigner les sciences dans des universités prestigieuses (Sorbonne) et travaillera à la meilleure représentation des femmes dans le monde scientifique.
- L'émancipation de l'identité polonaise. Elle ne renia jamais son identité polonaise malgré sa naturalisation française. Très attachée à son pays, elle porta beaucoup d'importance à l'émancipation de son pays dans le domaine scientifique et politique. Elle devint assez logiquement une icône dans ce pays qui n'obtint son indépendance qu'en 1918, et une figure majeure de son histoire.

### Charles de Gaulle (1890-1970)

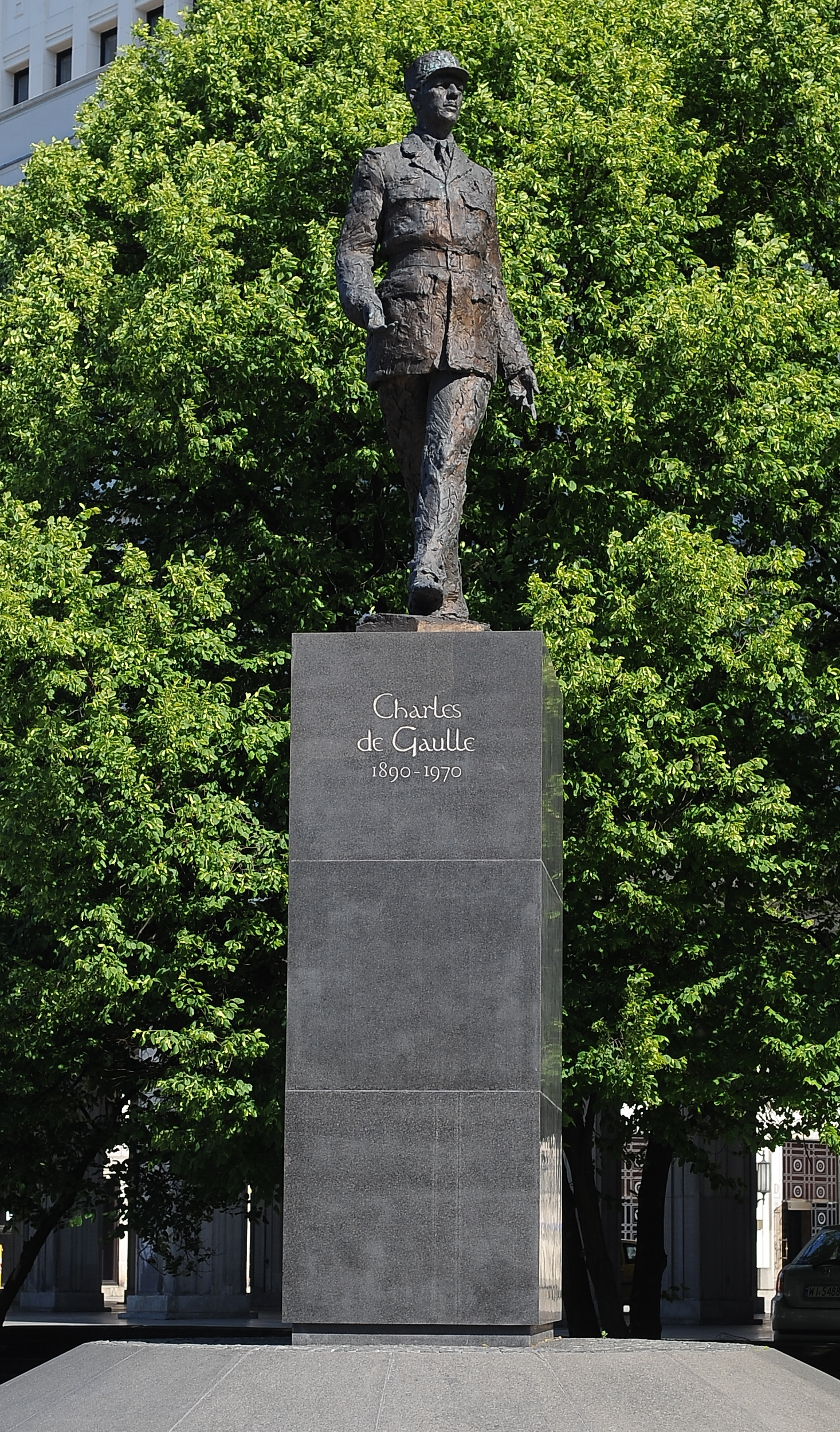
Statue du général de Gaulle à Varsovie

Charles de Gaulle communément appelé le général de Gaulle, né le 22 novembre 1890 à Lille et mort le 9 novembre 1970 à Colombey les Deux Églises, est un militaire, résistant, homme d'État et président de la République française, figure de la Cinquième République dont il fut à l'initiative et écrivain français.

#### Postérité dans l'histoire française et polonaise
Charles de Gaulle est bien évidemment une figure de l'histoire française au XXe siècle et demeure une personnalité populaire pour les français. Moins connu mais pourtant prouvé, de Gaulle jouit aussi d'une popularité certaine en Pologne, notamment en raison de ces prises de position plusieurs fois en faveur de l'émancipation de la Pologne vis-à-vis du joug soviétique. Par deux fois, il a contribué à son échelle à la cause polonaise.
- Lors de la mission militaire française en Pologne, De Gaulle effectue deux voyages en Pologne, le premier en tant que capitaine détaché dans l'Armée polonaise autonome, et le deuxième lors du la guerre russo-polonaise.

### Autres personnalités
Plusieurs personnalités publiques françaises du XXe siècle et du XXIe siècle appartiennent à de grandes familles polonaises comme la famille Poniatowski et la famille Kosciusko-Morizet par exemple :
- Michel Poniatowski, conseiller puis ministre de Valéry Giscard d'Estaing descendait du prince Joseph Poniatowski, neveu du maréchal d'Empire Józef Poniatowski
  - Ladislas Poniatowski et Axel Poniatowski, fils du précédent, députés,
- Jacques Kosciusko-Morizet, résistant, diplomate et homme politique gaulliste, et donc sa petite-fille Nathalie Kosciusko-Morizet, ministre des gouvernements de François Fillon, candidate à la Mairie de Paris en 2014 et son petit-fils Pierre Kosciusko-Morizet, chef d'entreprise, descendraient selon une tradition orale non confirmée, de la famille du patriote polonais Tadeusz Kościuszko.

### Publications
- Narodowiec : Quotidien imprimé à Lens entre 1924 et 1989, fondé par Michał Franciszek Kwiatkowski à destination de la polonia.